# マールブルク
マールブルク（ドイツ語: Marburg, ドイツ語発音: [ˈmaː̯ɐbʊrk]、1977年まではMarburg (Lahn)が公式名称であった）は、ドイツ連邦共和国ヘッセン州中部マールブルク＝ビーデンコプフ郡の郡庁所在都市である。総合大学がある「ウニヴェルジテーツシュタット (Universitätsstadt)」（大学都市）である。ラーン川の河畔に位置する人口約8万人のこの都市は、ヘッセン州で7番目に大きな都市である。市域はラーン川の両岸に広がっており、西はグラーデンバッハ山地の中、東はラーンベルク（ラーン山地）を越えてアメーネブルク盆地の端にまで達している。
マールブルクは13世紀から都市権を有している。現在この街はギーセン行政管区の上級中心都市の機能を担っている。大きな中規模都市であるマールブルクは、ヘッセン州内の他の6つの中規模都市と共に、郡所属市としては特殊な地位にある。本市は郡の業務も処理しており、このため多くの点において郡独立市と同様の機能を有している。マールブルクには、プロテスタントが設立した総合大学で、現存する中で最も古いフィリップ大学マールブルクがあり、その建物や学生は現在も街の風景を創り出している。
マールブルク (Marburg) の名前は、この街がかつてのテューリンゲン方伯領とマインツ大司教領との境界 ("mar(c)") に位置していることに由来する。マールブルクの特筆すべき見所としては、聖エリーザベト教会、旧大学校舎、方伯の城とその麓に位置する地元では「オーバーシュタット」と呼ばれる旧市街が挙げられる。

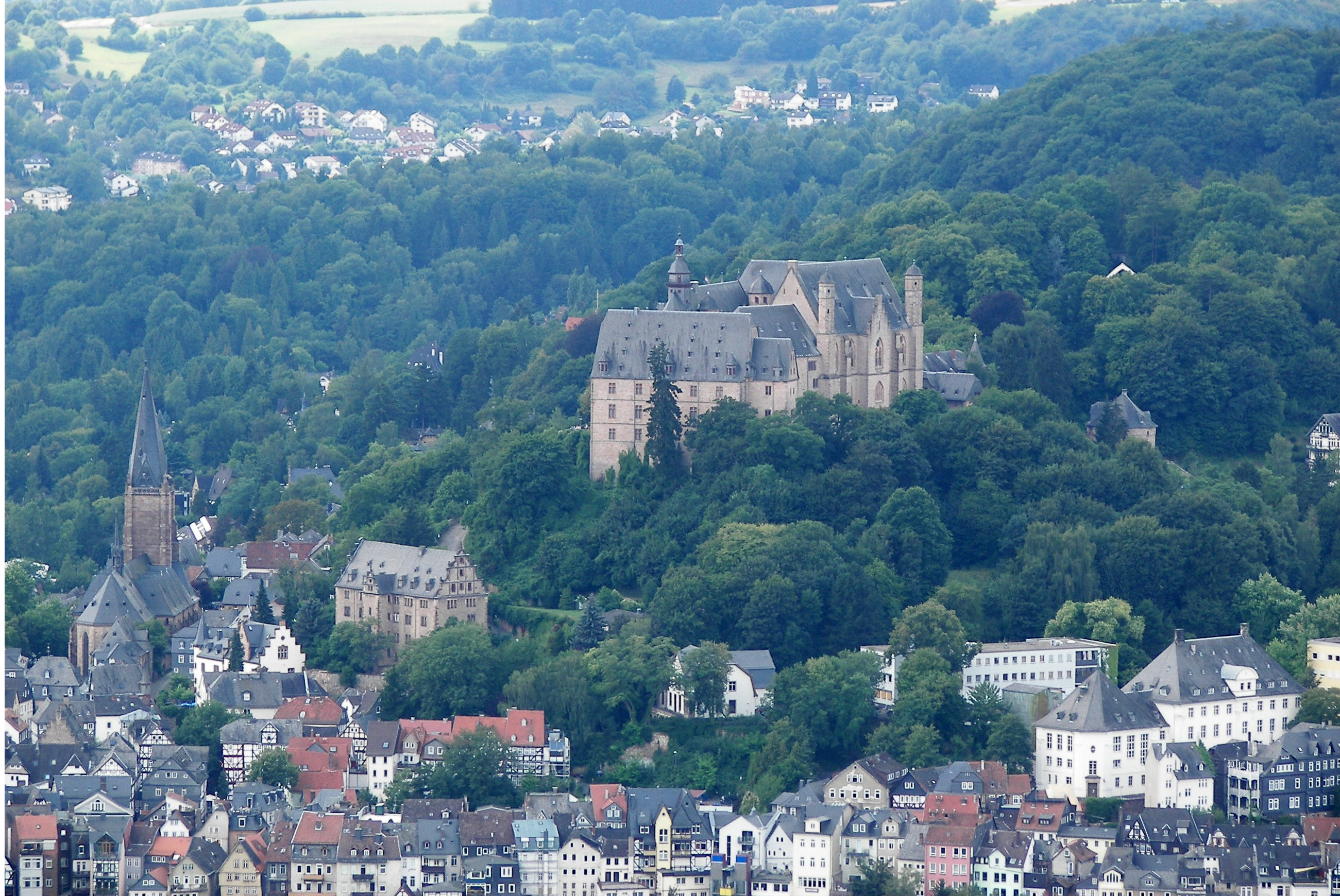
マールブルク城とマールブルクの街並み。画面左手の教会塔はルター教会

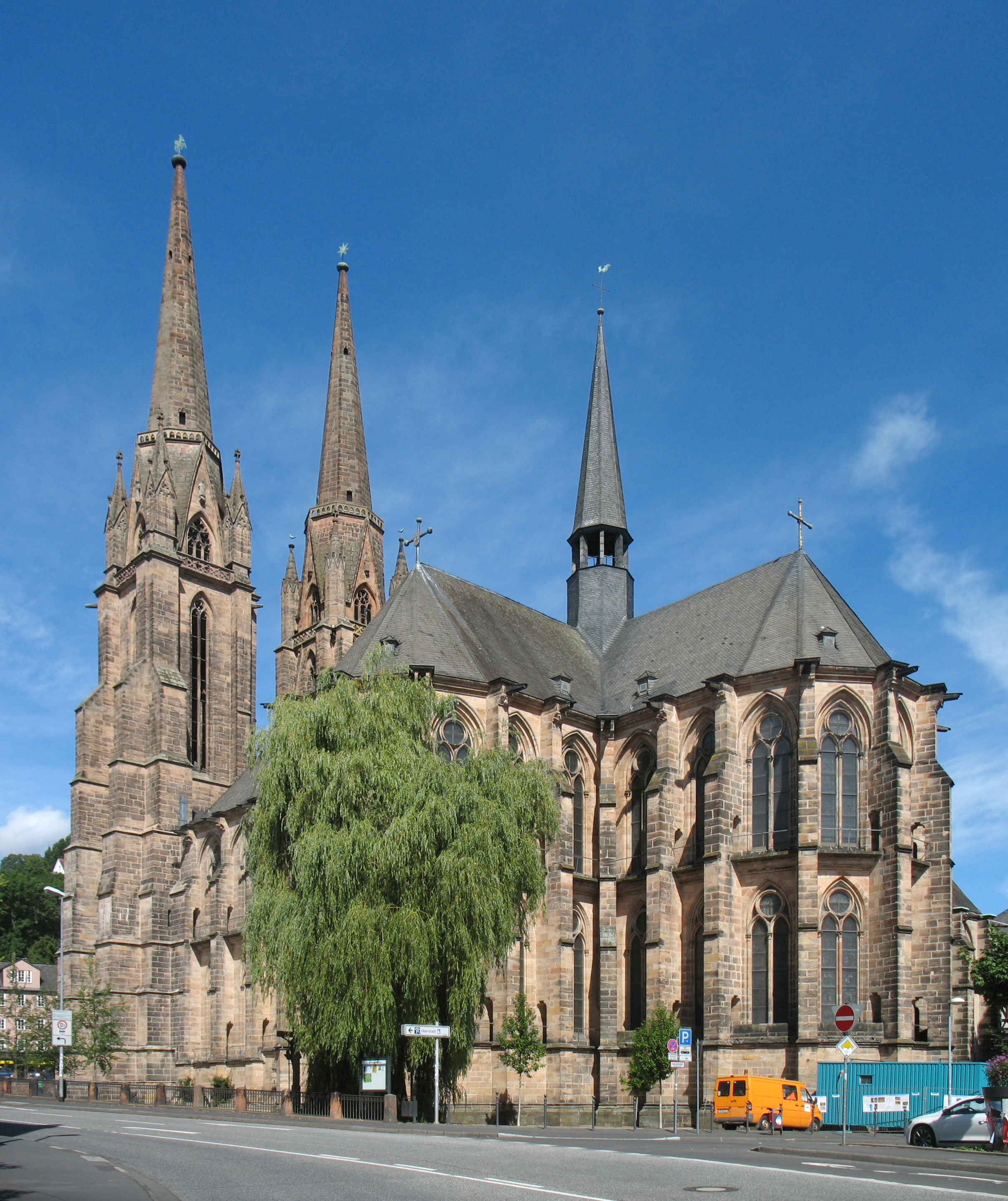
聖エリーザベト教会

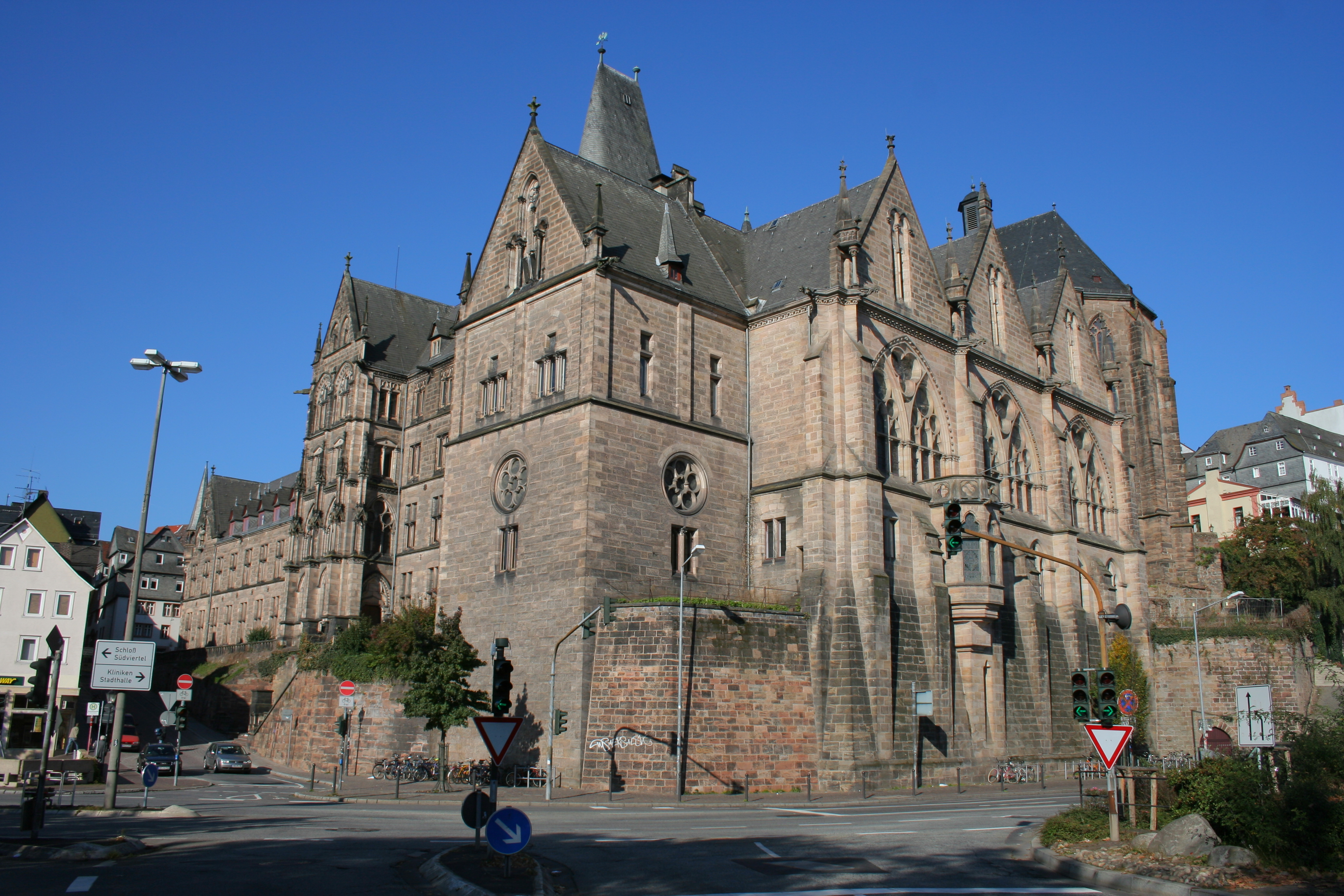
フィリップ大学マールブルク旧校舎

## 地理

### 位置
マールブルクはヘッセン州中部にあり、フランクフルト・アム・マインとカッセルとのほぼ中間にあたる。両市までは直線距離でどちらも約 77 km の距離にある。近隣の大学都市ギーセンは、南約 27 km に位置している。
マールブルクは、地形上は、ブルクヴァルトの南西支脈マールブルク山地に位置しており、南北にラーン川の谷がこれを貫いている。西はエルンハウゼン＝ミヒェルバッハ盆地を境とし、グラーデンバッハ山地、すなわちライン・シーファー山地に面するダムスホイザー・クッペンに接している。東は、その一部が市域に含まれるアメーネブルガー盆地に接する。
マールブルクで最も高い山は、市の西にあるディルシュハウゼン市区北西の海抜 412 m のシュテルナー山である。最低地点は市の南部のラーン川で、海抜 173 m である。
主要居住区域の南北の最大幅は約 9 km（北のヴェールダから南のカペルまで）、東西の幅は 4 km（西のマールバッハから東のオルテンベルクまで）または 4.5 km（西のシュタットヴァルトから東のリヒツベルクまで）であるが、大部分はラーン川の谷幅に合わせてこれよりも狭くなっている。マールブルガー・ラーンタール盆地の西側は、旧市街やその他の住宅地の一部があるマールブルガー・リュッケン、東側はその上に大学病院やいくつかの研究施設があるラーンベルクにつながる。
歴史的な旧市街は、現在の市中心部の西、方伯の城（マールブルク城）の麓にある。ラーン川対岸のかつて皮革加工業者の村であった衛星集落ヴァイデンハウゼンにも旧市街の面影が遺されている。マールブルクはその中心を、最近 2世紀の間に旧市街から下方のラーン川の谷へと拡張させていった。城の南にはユーゲントシュティル建築が集まるジュートフィールテルがあり、その西側に1931年に合併したオッカースハウゼンが位置している。中核市区のすぐ西側は、オルテンベルクが鉄道によって市内中心と分離されている。旧市街の最も南側の高台には1960年代に開発された高層住宅地リヒツベルクがある。
1974年の地域再編によって、大きな市区マールバッハ（北西）、ヴェールダ（北）、カペル（南）が合併した。これらの市区には建て込んだ住宅地が切れ目なく入り込んでいる。特にマールバッハは、歴史的な創設以降、中心市外部としての管理下に置かれたことはないのだが、現在ではオッカースハウゼンと同じような中核市区の一部と見なされている。

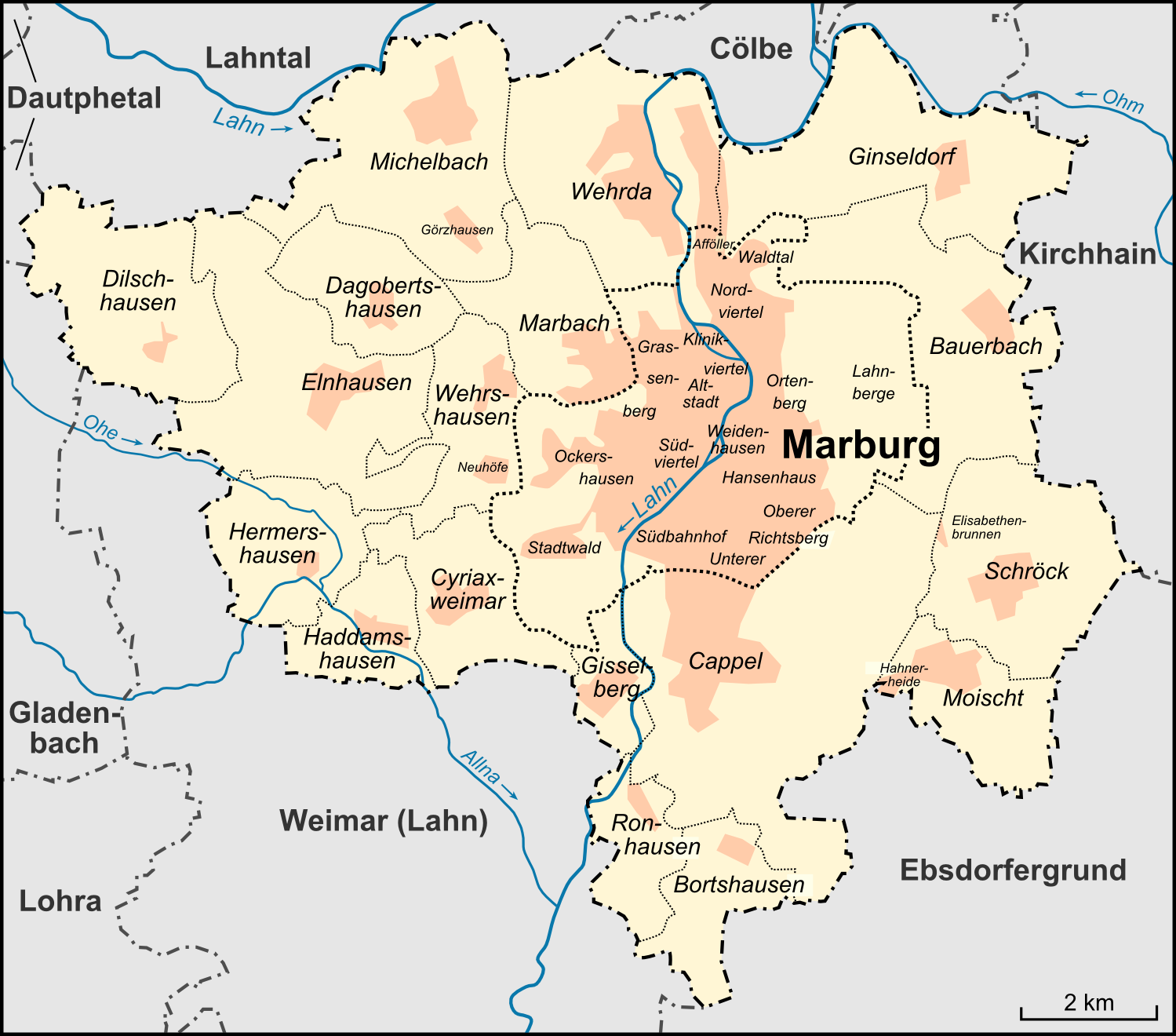
マールブルクの市区・街区地図

### 隣接する市町村
マールブルクは、北から時計回りに以下の市町村と境を接している。ラーンタール、ケルベ、キルヒハイム、エプスドルファーグルント、ヴァイマル (ラーン)、グラーデンバッハ、ダウトフェタール。

### 市の構成
マールブルク市は、中核市区とそれぞれ区議会を有している18の市区からなる。これらは1970年代に合併するまで独立した町村であった。マールブルクは統計の目的のために33の管理区に分けられる。18市区と、中核市区を15に分割したものである。本来の中核市区の人口は 50,806人、カペル、ヴェールダ、マールバッハを加えた内市区の人口は 67,848人である。これに対して村落部である周辺市区の人口は 13,139人である。
こうした公式の構成の他に、本市には17のいわゆる街区 (Stadtteilgemeinden) がある。街区は郷土協会として無給で市区の発展に貢献している。この協会は、様々な分野のイベント運営の他に、児童遊戯広場やクラインガルテンなど市区の発展に資する自助努力の企画に関与・参画している。
| - アフェラー (Afföller) - バーデストゥーベ (Badestube) - バウアーバッハ (Bauerbach) - ギッセルベルク (Gisselberg) - グラスコプフ (Glaskopf) - ハンゼンハウス (Hansenhaus) | - ケッツァーバッハ (Ketzerbach) - マールバッハ (Marbach) - オーバーシュタット (Oberstadt) - オッカースハウゼン (Ockershausen) - オルテンベルク (Ortenberg) - リヒツベルク (Richtsberg) | - ジュートフィールテル (Südviertel) - シュタットヴァルト (Stadtwald) - ヴァルトタール (Waldtal) - ヴァイデンハウゼン (Weidenhausen) - ツァールバッハ (Zahlbach) |

### 気候
| マールブルクの気候 | マールブルクの気候 | マールブルクの気候 | マールブルクの気候 | マールブルクの気候 | マールブルクの気候 | マールブルクの気候 | マールブルクの気候 | マールブルクの気候 | マールブルクの気候 | マールブルクの気候 | マールブルクの気候 | マールブルクの気候 | マールブルクの気候 |
| 月 | 1月                | 2月                | 3月                | 4月                | 5月                | 6月                | 7月                | 8月                | 9月                | 10月               | 11月               | 12月               | 年                 |
| --- | ------------------ | ------------------ | ------------------ | ------------------ | ------------------ | ------------------ | ------------------ | ------------------ | ------------------ | ------------------ | ------------------ | ------------------ | ------------------ |
| 日平均気温 °C （°F） | 0.3 (32.5)         | 1.3 (34.3)         | 4.5 (40.1)         | 8.4 (47.1)         | 12.9 (55.2)        | 16.2 (61.2)        | 17.7 (63.9)        | 17.1 (62.8)        | 13.8 (56.8)        | 9.3 (48.7)         | 4.4 (39.9)         | 1.5 (34.7)         | 9 (48)             |
| 降水量 mm （inch） | 60.9 (2.398)       | 50.0 (1.969)       | 60.4 (2.378)       | 54.7 (2.154)       | 69.1 (2.72)        | 70.2 (2.764)       | 70.6 (2.78)        | 64.4 (2.535)       | 54.1 (2.13)        | 58.3 (2.295)       | 68.5 (2.697)       | 74.7 (2.941)       | 755.9 (29.76)      |
| 平均月間日照時間 | 34.5               | 68.2               | 106.8              | 155.3              | 190.8              | 181.1              | 193.0              | 188.2              | 140.1              | 95.4               | 40.3               | 30.9               | 1,425.6            |
| 出典：平均気温 – ドイツ気象庁 (DWD) マールブルク＝ヴェールダ、日照時間 – DWD マールブルク＝ヴェールダ、降水量 – DWD マールブルク＝ヴェールダ |                    |                    |                    |                    |                    |                    |                    |                    |                    |                    |                    |                    |                    |

## 歴史
「聖女ヘッセンのエリーザベトの最後の居場所、終焉の地、墓所として知られる古い街は、古い城の下、山の麓に曲がりくねり、傾斜し、起伏してある。」200年以上前のマールブルクの教授ヨハン・ハインリヒ・ユング＝シュティリングはこう述べており、同時にこの街の環境は「美しくて、大変に心地よい」と賞賛している。
何世紀もの間この街の本質的な構成要素はほとんど変わっておらず、マールブルク城を冠として戴く旧市街の街並みやエリーザベト教会がラーン川の谷にそびえている。この旧市街は、マールブルクに特徴的な外観と、観光上の魅力を与えている。

### 先史時代と古代
マールブルク周辺の最初の入植跡は、約 5万年前の旧石器時代中期のものである。ラーンベルクでも、ノイヘーフェンとダムミューレとの間でも、発掘作業はこの時代の入植地であることを示している。新石器時代についても数多くの証拠がある。時代の過渡期には、猟師や採集民が住んでいた。農耕民には肥沃な土壌を持つアメーネブルガー盆地が魅力的な基盤を提供していたのである。線帯文土器文化は、この時代の定住を示している。ダルムシュタットによれば、この地ではレッセナー文化やミヒェルスベルガー文化といった多くの文化がしばしば互いに衝突を起こしていた。青銅器時代にも文化的多重性があり、単葬墓文化、縄目文土器文化、鐘状ビーカー文化の出土品がある。この地域に墳丘墓が多いこともこれを裏付けている。こうした遺跡は、新植物園の中で見学することができる。シャンツェンコプフ近くにある三日月型の防衛施設を有する遺跡は、紀元後700年頃の集落跡である。このハイムブルクと呼ばれる集落はメロヴィング朝後期のものと考えられる。

### 市の創設と中世
城塞施設の最初の萌芽は9世紀から10世紀に遡る。マールブルクの文献上最初の記録は 1138年または 1139年になされ、「市」としては 1222年に初めて記録されている。住民は、近隣の現在はなくなったアルデンツハウゼン、ラマースバッハ、ヴァルパーツハウゼン、イーベルンハウゼン、ヴィルマンスドルフといいた集落からマールブルクに移り住んだ。空間上、城の近くにあったヴァイデンハウゼンやツァールバッハは、フォアシュタット（衛星都市）となった。
しかし、テューリンゲン方伯妃エリーザベトが 1228年にマールブルクを隠居所に選んだことで、この街は重要性を獲得した。彼女は病院を建設し、そこで病人や障害者の看護に身を献げた。彼女は24歳の若さで亡くなった（1231年）のだが、現在でもマールブルクで活動した最も重要な人物である。彼女については多くの伝説が遺されている。1235年にはすでに聖女と呼ばれており、ドイツ騎士団は同じ年に彼女の墓の上にドイツで最初の純粋なゴシック教会である聖エリーザベト教会の建設を始めた。聖女の墓に詣でるためにヨーロッパ全土から巡礼がこの街を訪れ、マールブルクに都市の隆盛をもたらした。巡礼者の墓は、聖ミヒャエル礼拝堂脇にあり、ミヒェルヒェンと呼ばれている。

#### ヘッセン揺籃の地マールブルク
1248年から1604年まで、数度の中断をはさみながらも、マールブルクはヘッセン＝マールブルク方伯の宮廷所在地であった。1247年にテューリンゲン方伯が断絶した後、方伯領はまずヴェッティン家のものとなった。しかし、聖エリーザベトの娘ゾフィー・フォン・ブラバントは、この年にフリッツラー近郊のマーダー・ハイデで、3歳の自分の息子ハインリヒを方伯であると宣言し、翌1248年にマールブルク市民は彼女とハインリヒに忠誠を誓った。
ヘッセン＝テューリンゲン継承戦争（1247年 - 1264年）の結果、ゾフィーは息子のためにヘッセンの独立を勝ち取った。新しいヘッセン方伯の初代領主は、1292年にローマ王（ドイツ王）アドルフ・フォン・ナッサウによって帝国諸侯に任ぜられ、これによってヘッセン方伯は公式に法的正当性を認められた。この承認に向けての努力は、特に都市を首都に改造したり、現在のオーバーシュタットを囲む市壁の拡張を伴う防衛施設の充実に表れている。1250年頃、フォアシュタットのヴィデンハウゼンにラーン川を渡る石橋が架けられ、これにより本市への通行が改善された。聖エリーザベト教会は、建設開始から48年経った 1283年5月1日に完成した。ただし、2つの塔の完成には、その後さらに約 50年を要した。都市は成長を続け、マールブルク市民は立派な建造物を欲した。こうして聖キリアン礼拝堂に替えて聖マリア教会が、城館付属教会、聖エリーザベト教会に次ぐ第3の教会として建造された。そのゴシック様式の内陣は1297年に完成した。さらに、バルフューサー門のフランシスコ会修道院やヴァイデンホイザー橋のドミニコ会修道院などの修道院も創設された。

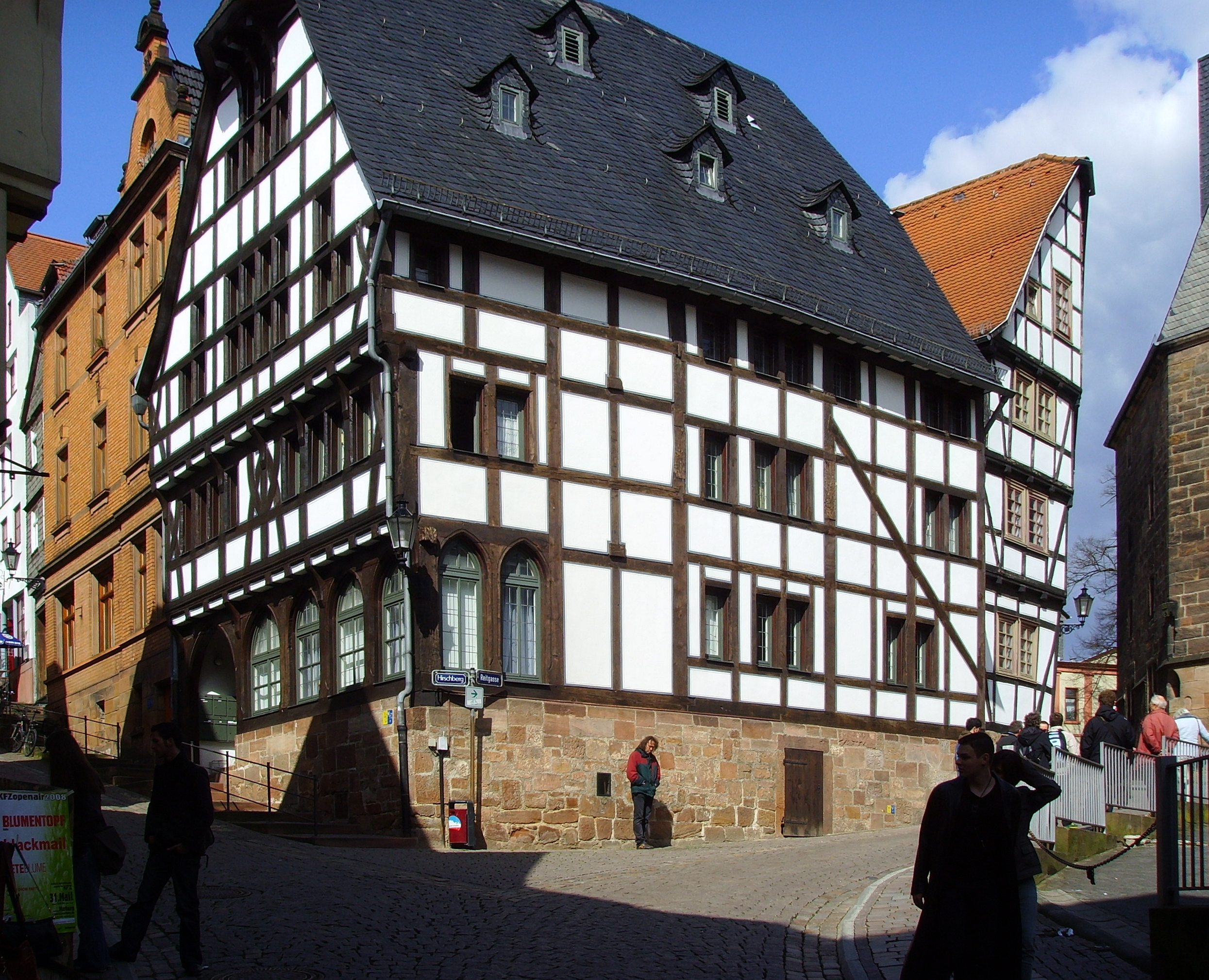
1321年に建設されたマールブルクで最も古い木組み建造物

#### 重要性の喪失
1308年にハインリヒ1世が亡くなると、方伯領はオーバーヘッセン（上ヘッセン）とニーダーヘッセン（下ヘッセン）とに分割された。カッセルを首都とし、ホムベルク (エフツェ)、メルズンゲン、ローテンブルク・アム・フルダを含むニーダーヘッセンはヨハンが相続し、オットー1世はマールブルク、ギーセン、グリュンベルク、アルスフェルト周辺のオーバーヘッセンを領した。しかしヨハンは早くも1311年に死亡し、オットー1世は両地域を再び統合した。宮廷はカッセルとマールブルクとを交互に往き来することとなり、マールブルクは相対的にその重要性を減じていった。1319年、マールブルクのほぼ全域が火災の犠牲となった。オットー1世はマインツ大司教との長いフェーデを戦った。このフェーデは息子のハインリヒ2世と甥のヘルマン2世に引き継がれ、シュテルナー戦争へとつながって行った。オットー1世の死亡直後、1330年にハインリヒ2世は方伯の城に大ホールを建設した。このフュルステンザールはゴシック様式の世俗建築物の部屋としてはドイツ最大のものである。戦争の進行に伴って移動する兵士によって1348年から1349年にマールブルクにペストがもたらされた。シュテルン騎士同盟との紛争末期、ツィーゲン伯に率いられた騎士同盟軍は1373年にマールブルクの城と街を攻略しようと試みたが失敗に終わった。ヘルマン2世の息子であるルートヴィヒ1世の死後、1458年から1500年までの間、方伯領は再び分割された。ハインリヒ3世は1458年から1483年まで、ヴィルヘルム3世が1483年から1500年まで、マールブルクを統治した。ヴィルヘルム3世が子供のないまま死去した後、父親のヴィルヘルム2世によって方伯領は再び統合された。

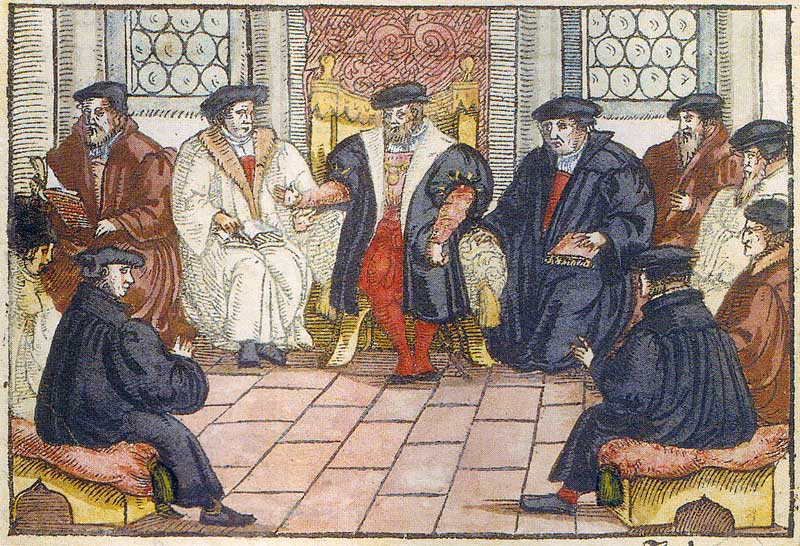
1557年に制作されたマールブルク宗教会談の彩色木版画

### 宗教改革、大学、三十年戦争
フィリップ1世は、1504年にマールブルクで生まれた。父親のヴィルヘルム2世方伯は1509年に亡くなり、フィリップは13歳の若さで君主の座を引き継いだ。プロテスタントの教師に学んだ彼は、ドイツにおける宗教改革の先駆者となった。方伯は1527年に、レグニツァ（1526年）に次いで2番目となるプロテスタントの大学を創設した。これ以後、この大学はこの街の最も重要な経済的ファクターとなり、今日まで存続している。また、ギムナジウム・フィリピヌムや、ドイツ最古の学生寮であるヘッシシェ・シュティペンディアテナンシュタルトも彼の建造による。
1529年、フィリップ寛大侯の招きによりマールブルク城においてマールブルクの宗教会談がなされた。これは、ヴォルムス勅令後の共同活動を確立するための会談であった。しかしこの会談ではルターとツヴィングリとの間で、特に聖餐に関して、その解釈の相違が明らかとなった。
1567年3月31日のフィリップ1世の死後、ヘッセン方伯領はヘッセン方伯家の古風な家法に則って4人の息子の間で分割された。ヴィルヘルム4世がヘッセン＝カッセルと呼ばれる北部を、ルートヴィヒ4世がヘッセン＝マールブルクを、フィリップ2世がヘッセン＝ラインフェルスを、ゲオルク1世がヘッセン＝ダルムシュタットと呼ばれる南部を相続した。フィリップ2世とルートヴィヒ4世は、それぞれ1538年と1604年にいずれも子供のないまま死亡し、その所領はヘッセン＝カッセル方伯領あるいはヘッセン＝ダルムシュタット方伯領に編入された。こうしてマールブルクはヘッセン＝カッセル方伯領に属すこととなった。
ヘッセンは 4分家から、1604年には事実上 2分家となった。ヘッセン＝マールブルク領の相続を巡る争いや、ルター派のダルムシュタット家に対して改革派のカッセル家という宗教上の対立が、両者間の憎悪へつながり、何十年もの間対立を続けた。

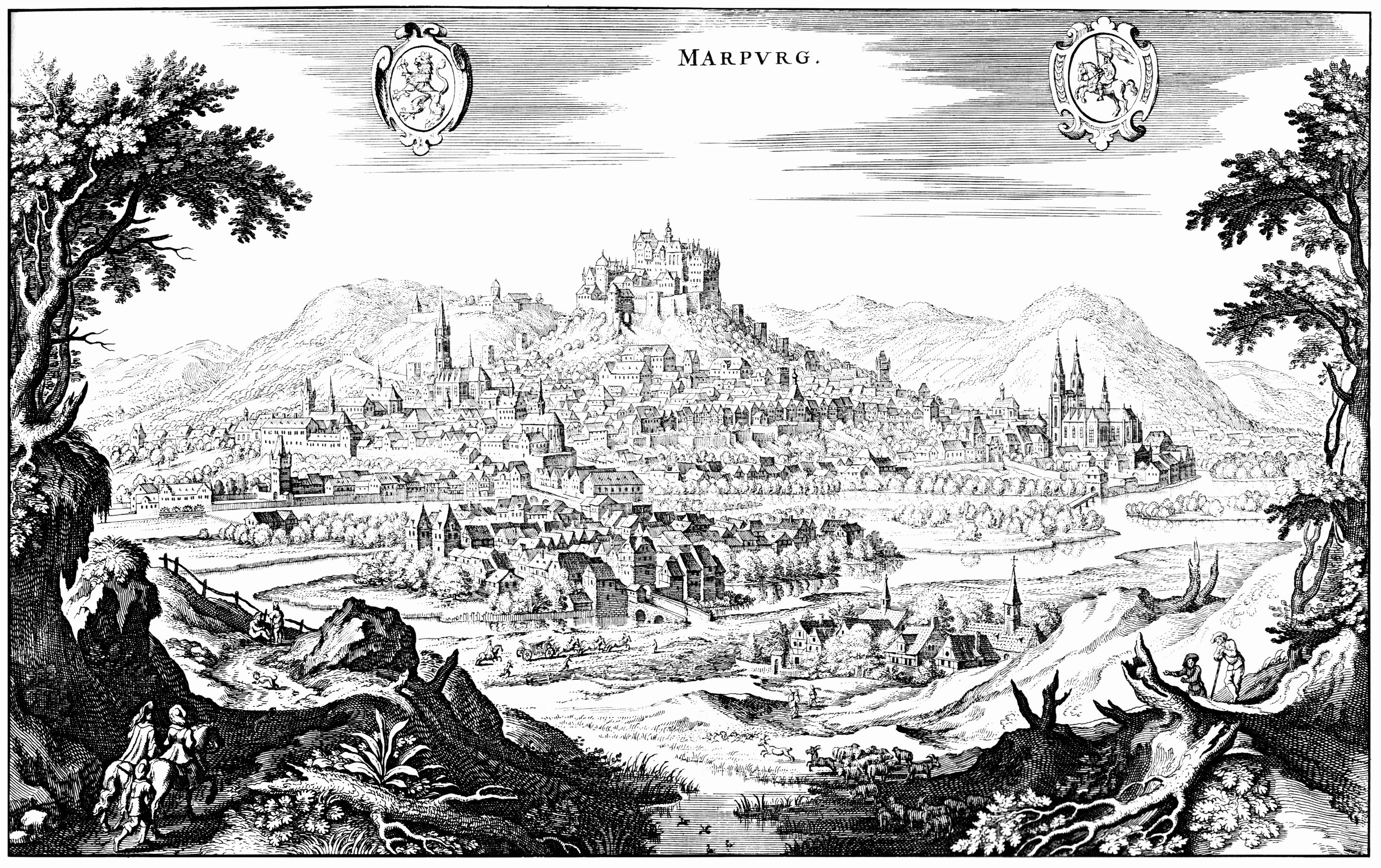
1646年のマテウス・メーリアンの銅版画に描かれたマールブルク

### 三十年戦争後
マールブルクの相続に関するダルムシュタットとカッセルとの何十年にもわたる戦いは、部分的には三十年戦争とも多く関わった。この戦争で、カッセルはスウェーデン陣営、ダルムシュタットはこれと対立する皇帝側として参戦した。マールブルク市とその要塞は、1623年に一時的にティリー伯の軍勢によって占領された。この遺領をダルムシュタットに与えると定めた1627年の「ハウプト・アコルト（主要協定）」も、この争いの最終決着とはならなかった。カッセル方伯妃アマーリエ・エリーザベトは1645年にマールブルクを包囲し、ヘッセン戦争の口火を切った。この戦争は 3 年後にカッセル側の勝利で終結した。オーバーヘッセンは最終的に分割され、マールブルクはカッセル側、ビーデンコプフを含むヘッシシェ・ヒンターラントとギーセンはダルムシュタット側の所領となった。この後マールブルクの重要性はさらに低下し、地方行政都市あるいは防衛拠点の1つに過ぎなくなった。
ドイツ最古の眼鏡工場の1つであるマールブルガー・アウゲンオプティカー・ウンケル（マールブルク・ウンケル眼鏡）が1708年に開業した。
ナポレオン戦争の経過に伴ってマールブルク城の防衛施設は1773年から取り壊されていった。ジェローム・ボナパルトのヴェストファーレン王国において、マールブルクはヴェラ県の県庁所在地となった。それまでこの町に対して極めて強い影響力を保持していたマールブルクのドイツ騎士団もこの時期に解体された。
1850年に鉄道カッセル - マールブルク線が開業され、1852年にはフランクフルト・アム・マインまで延長された（マイン＝ヴェーザー鉄道）。これによりマールブルクは、ラーン川の東岸に、市の発展に大きく影響する駅を獲得した。

### 近代
1866年のプロイセン王国によるヘッセン選帝侯領併合後、大学は飛躍を遂げ、これは市の急速な成長につながった。数十年のうちに学生数は約10倍となり、市の人口も約3倍に増加した。学生に部屋を賃貸しすることによって副収入を稼ぐ住民も少なくなかった。
プロイセン併合後、この街は興隆した。中世の市壁の外に市区が成立したが、それらはいずれもラーン川左岸にあった。1900年以後、それまでもっぱら農地ばかりであったラーン川左岸の土地も購入されるようになった。初めはクラインガルテンの用地としてであったが、その後、住宅地の建設も行われた。
ラーン川両岸の接続は、13世紀に架けられたヴァイデンホイザー橋、1723年に建設されたエリーザベト橋（後にバーンホーフ橋（駅前橋）とも呼ばれる）、1892年にシュッツェンプフール橋があった。さらに、3 km 離れた石橋の間に4本の木造の橋が架かっている。

#### 第二次世界大戦
郡の新設の時代、マールブルクは1929年に郡独立市となり、同時にオッカースハウゼンが合併した。1933年3月5日の国会選挙で、NSDAPは新しい市の選挙区で 57.6 %（全国平均は 43.9 %）を獲得した。DNVPは 11.1 %、SPDは 13.5%、Zentrumは 5.8 %、KPDは 4.8 %、DVPは 3.6 % であった。この結果に基づき、国家社会主義者は、強制的同一化によって市のあらゆる団体や組織に対して厳しく対処し、ケンプフラーゼンで焚書を行ったりした。それにもかかわらず、その翌年に副首相フランツ・フォン・パーペンは大学でマールブルク演説として知られる演説を行った。これは、ナチスの包括的な権力要求に対する最後の公式な批判演説であった。1938年、マールブルクのシナゴーグが突撃隊によって破壊された。市内のユダヤ人は1942年までにその全員が逃亡するか、強制収容所に送致されるかのいずれかであった。
マールブルクは第二次世界大戦をほぼ無傷で切り抜けた。ただし、中央駅だけは敵の空爆攻撃対象となり、ラーンベルクには現在も数多くの爆撃跡のクレーターが遺っている。中央駅は重要な鉄道分岐点として狙い撃ちされたのであった。1945年2月22日の爆撃で駅は甚大な被害を受けた。このため、バーンホーフフィールテル（駅周辺街区）には古い建物だけでなく、新しく造られた家屋もあるのが特徴である。大学の化学研究所、病院の多くの建物（特に眼科と外科）、オルテンベルクの騎馬ホールも破壊された。
1945年3月28日の午後遅くにアメリカ陸軍第1軍第7機甲師団の先頭がマールブルクに達し、その翌日に戦闘なくこの街を占領した。この師団は、レーマーゲンからヴェスターヴァルトを超えて（その進軍ルートは現在の連邦道 B255号線に相当する）侵攻してきた。
1945年1月頃、パウル・フォン・ヒンデンブルクとその妻ゲルトルート、およびプロイセン王のフリードリヒ2世（フリードリヒ大王）とフリードリヒ・ヴィルヘルム1世（軍人王）の遺体を、近づきつつあった赤軍から護るため、防衛軍はその棺をテューリンゲンの岩塩坑に運んだ。テューリンゲンの多くを占領したアメリカ軍は、この名高い人物の遺体をマールブルクに運び、ヒンデンブルクとその妻は聖エリーザベト教会北塔礼拝堂に最終的に安置された。フリードリヒ・ヴィルヘルム1世の棺は、現在、ポツダムのフリードリヒ皇帝廟に、フリードリヒ2世はサンスーシ宮殿の廟所に安置されている。
マールブルクは、ドイツの他の中規模都市と同様、多くの難民を受け容れた。この頃からマールブルクには多くの中小企業が成立した。

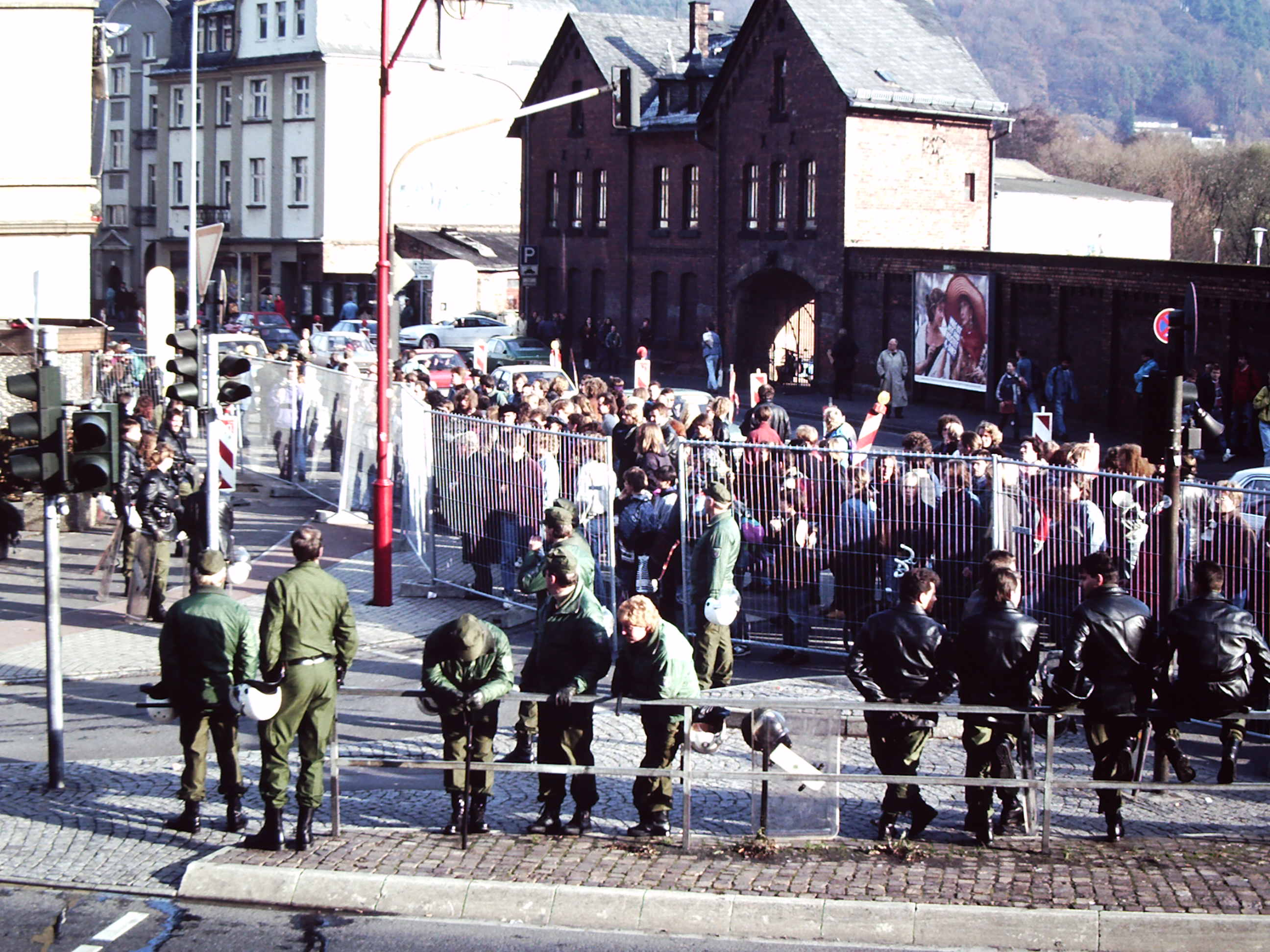
ビーゲネックの家屋解体に抵抗する学生達と対峙する警官隊

#### 第二次世界大戦後の発展
戦後の急速な人口増加と、その結果としての住宅不足を背景に、人口約 9,000人規模の新興住宅地リヒツベルクが造成された。また、市立ホール、大運動場、数多くの学校が建設された。1972年に公式な手順に則った旧市街の近代化の第1期工事が始まった。これ以後、旧市街の歴史的建造物は入念に修復されていった。こうして復元される木組み建築が増え続けたことで、この街の景観は特徴あるものになっていった。
ヘッセン州の地域再編に伴って、1974年7月1日にマールブルクは郡独立市の地位を失った。この街は新たに創設されたマールブルク＝ビーデンコプフ郡の中心都市となり、周辺の18町村を併合して、その面積は 5倍に拡大し、人口は 70,922人となった。1991年、ビーゲン通りの角地購入によってマールブルク＝ミッテ地区の包括的再開発が開始された。この計画は1980年代からビーゲネックおよび旧畜殺場についての激しい議論を巻き起こし、家屋の不法占拠や警官隊の出動といった騒動を起こしていた。同じ年に連邦レベルではドイツ連邦軍マールブルク駐屯地の廃止が決定された。ジュートフィールテルのイェーガー兵舎や現在のシュタットヴェルト市区のタンネンベルク兵舎の廃止を経済的に補填するために、再開発計画は不可欠な大規模改造計画となった。
大学は、3,900人以上の職員と 21,000人の学生を擁し、依然この街の重要な経済ファクターであり続けている。民営化され、ギーセン大学病院と経営統合されたマールブルク大学病院は、4,200人以上の職員を雇用している。
2009年5月25日、この街は連邦政府から「多様性の街」の肩書きを与えられた。

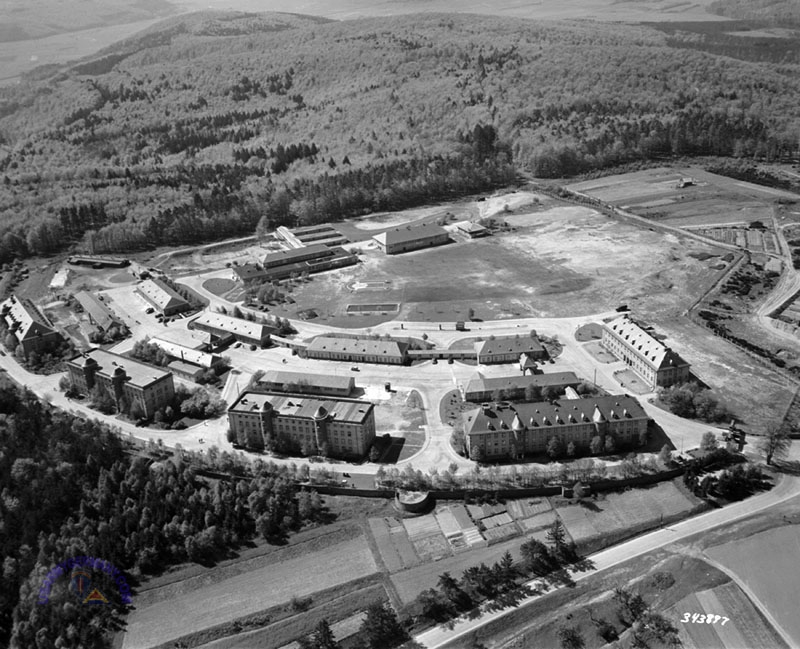
タンネンベルク兵舎（1950年）

### 旧連邦軍駐屯地
マールブルクは何世紀もの間、軍隊の駐屯地であった。兵舎の歴史は街の創設にまで遡る。
プロイセンのヘッセン選帝侯領併合に伴い、マールブルクはプロイセン軍第11猟兵大隊の駐屯地となった。1868年にジュートフィールテルのケンプフラーゼン近郊にイェーガー兵舎（猟兵兵舎）が建設された。さらに1913年までに教練棟、士官クラブ、軍管区司令部などの建物が建てられていった。
第一次世界大戦とそれに続くヴェルサイユ条約の後、猟兵大隊の代わりにヴァイマル共和国軍第15歩兵連隊の教育大隊が配属された。1930年代に新しい兵舎が建設された。1937年、ケンプフラーゼンの新イェーガー兵舎とオッカースハウゼン近郊の森に造られたタンネンベルク兵舎である。
第二次世界大戦後は、まず1945年から1950年までアメリカ軍が、次いで1951年から1956年までフランス軍が両兵舎を利用した。
その後ドイツ連邦軍がこの駐屯地を引き継ぎ、第2猟兵師団がイェーガー兵舎に駐屯した。タンネンベルク兵舎には、第2通信大隊、第2衛生大隊と憲兵中隊が配置された。1960年代から1970年代に対空防衛のための兵舎も建設された。ここにはローラント対空防衛システムが配備された。
1990年代までにドイツ連邦軍の様々な部隊がマールブルクに駐屯した。主な部隊を以下に列記する。
- イェーガー兵舎
  - 第330傷病者輸送大隊第2中隊
  - 第740憲兵大隊第5中隊
  - マールブルク専門教育中隊
  - マールブルク軍食糧部
- タンネンベルク兵舎
  - 第2通信大隊
  - 憲兵中隊
  - 第300対空防衛連隊
  - 第2衛生大隊
  - 第413衛生センター
  - マールブルク駐屯地管理部
  - 第471 地域防衛司令部
- マールブルク駐屯地練兵場（ヘルマースハウゼンとエルンハウゼンとの間）

東西ドイツ再統一および連邦軍再編後、1990年代中期から後期に、両兵舎は廃止され、都市開発会社によって産業地域に転換された。これによりこの街の軍事都市としての長い歴史は幕を閉じた。

### 市町村合併
1931年1月1日にオッカースハウゼンがマールブルクに合併した。ヘッセン州の地域再編では、1974年7月1日からマールブルクはマールブルク郡、ビーデンコプフ郡と合併して新しい郡マールブルク＝ビーデンコプフ郡となった。同時にバウアーバッハ、カペル、キリアックスヴァイマル、ディルシュハウゼン、エルンハウゼン、ギンゼルドルフ、ギッセルベルク、ハダムスハウゼン、ヘルマースハウゼン、シュレック、ヴェールスハウゼン、ミヒェルバッハ、マールバッハ、モイシュト、ヴェールダがマールブルクの地区として合併した。

### 人口推移
マールブルクは、中世や近世初期には数千人程度の人口しかなかった。住民はゆっくりとしか増加せず、多くの戦争、疫病、飢餓によって繰り返し減少した。1348年から1349年のペストや三十年戦争（1618年 - 1648年）で、数多くの住民が死亡した。19世紀の工業化の開始により人口増加が加速した。1800年にはこの街には6,000人ほどが住んでいたのだが、1905年には既に 20,000人になっていた。人口数とともに学生数も増加した。1866年には 264人の学生がマールブルクで学んでいたが、1907年には 1,954人（このうち 28人が女子学生）となり、1929年には 4,000人を超えたと報告されている。
マールブルクの人口は1939年までに、28,000人に増加した。第二次世界大戦直後に、多くの難民や旧ドイツ東部領土からの追放者が流入し、11,000程度だった人口は、1946年末には 39,000人にまで達した。1964年にマールブルクは、25.2 % のドイツで最も高い住宅不足率を記録した。多くの町村を合併したことで1974年7月1日の市の人口は 70,922人に増加した。学生数も増加した。1945年から1946年の冬学期の学生数は 2,543人だったが、1963年の夏学期には 7,423人、2002年から2003年の冬学期には 18,540人（マールブルクを主な居住地とする学生はこの半分であると報告されている）、2010年から2011年の冬学期には 21,833人となった。2つの連邦軍駐屯地が閉鎖されたことで1990年代初めに、人口増加に「Knick（亀裂）」が入った。ヘッセン州統計局の調査による2008年12月31日現在の「公式な人口」は、79,836人であった。
以下のグラフは、各時点での市域内の人口を表している。1945年までは主に推定値、それ以後は人口調査結果（1864年 - 1939年、1946年 - 1961年、1970年、1987年）または統計局の公式記録による。数値は、1871年からは「街に家がある住民の数」、1925年からは居住人口、1987年以降は「この街を主要な居住地とする人口」である。1871年以前の人口は、一貫しない調査方法で調査されたものである。
|  |

## 宗教
マールブルクの宗教上の重要性は、1235年のエリーザベト・フォン・テューリンゲンの列聖と聖エリーザベト教会の建設によって始まった。マールブルクは、ローマやサンチャゴ・デ・コンポステラと並んで、当時ヨーロッパで最も重要な巡礼地の1つであった。フィリップ寛大侯が支持し、遂行した宗教改革と、これに関連した現存する世界最古のプロテスタント大学の建設が続いた。大学によって広い宗教的多様性が生まれ、これは現在のこの街にも見られる。
721年に聖ボニファティウスはアメーネブルク城の麓に小さな修道院や新しい教会を建造した。あるいは、これはアイルランド＝スコットランド宣教師が建てた古い教会を建て替えたのかもしれない。しかしマールブルクに市固有の教区が設けられたのは1227年になってからであった。地元の教区はそれまではオーバーヴァイマルの聖母教会の支部教会であった。聖エリーザベトの死後、ドイツ騎士団が病院を引き継ぎ、彼女の栄誉を讃えて聖エリーザベト教会を建造した。この街の宗教改革以前の宗教生活はカトリック一色であった。これは共住修道士会（「クーゲルヘルン」）、アウグスチノ会やフランチェスコ会（跣足修道会）といった数多くの修道会の存在によって裏付けられる。宗教改革に伴い、方伯フィリップ寛大侯はプロテスタントの教義を受け容れ、カトリックの信仰を禁止した。カトリックの教師がマールブルクに再び立ち入ることが許されたのは、1788年になってからであった。

### キリスト教
マールブルクにある福音主義教会共同体はクーアヘッセン＝ヴァルデック福音主義教会のマールブルク教会管区マールブルク地区に属している。主要教会として、既述の聖エリーザベト教会や大学教会、聖マリーエン教区教会が含まれる。クーアヘッセン＝ヴァルデック福音主義教会は合同教会であるが、マールブルク地区に属する福音主義教会共同体はいずれもルター派である。3つのローマ・カトリック教会組織はフルダ司教区に属している。
自由教会や自由教会風の教団は19世紀からマールブルクにあった。1840年代に創設され、ドイツで最も古いバプテスト教会の1つである福音派自由教会 (EFG) はその1つである。その組織の中心が1957年に完成したウーファー教会である。この教会は1958年から学生宿舎も有している。他の自由教会としては、福音派メソジスト教会、自由福音派教会、ブリューダーベヴェーグング（兄弟会）、セブンスデー・アドベンチスト教会、自由教会プフィングストゲマインデ同盟 (BEP) に属すプフィングストゲマインデがある。クリストゥス＝トレフ・マールブルクはエキュメニズムの教団である。この教団では、自由教会的教義に、プロテスタント地方教会やカトリックのフェアアントヴォルトリヒェが混ざり合っている。全体としてみれば、この教団はプロテスタント教会の一部であり、"TGG" ネットワークを介してドイツ福音教会に組み込まれている。マールブルクにも、Jesus Freaks のグループや、Anskar-Kirche、Pilgermission St. Chrischona がある。
いわゆる古ルター派教会系では、独立福音ルター派教会 (SELK)に属する復活教会がある。
この他のマールブルクのキリスト教系宗教組織は、カトリック使徒教会、新使徒教会、アントロポゾフィーに基づくキリスト教会がある。

### ユダヤ教
マールブルクでは、中世に初めてユダヤ教組織が現れる。多くのユダヤ人が住んでいたのが、14世紀前半のユーデンガッセであった。14世紀と16世紀に迫害にあった後、20世紀になるまでにユダヤ人組織は 500人以上の構成員を擁するまでに成長していた。国家社会主義時代の初期にはすでに多くのユダヤ人が移転した。マールブルクに残った 77人のユダヤ人は1941年から1942年にかけてリガまたはテレージエンシュタットに移送され、絶滅収容所に収監され、殺害された。1980年代に新たなユダヤ人組織が創設された。2005年11月26日にリービヒ通りに新しいシナゴーグが完成した。2006年の時点でこの組織には約 350人が属していた。2010年11月28日にこのユダヤ人組織は、絶滅以降初めて新しいモーゼ五書を奉納した。

### イスラム教
マールブルクには、1986年からウマル・イブン・ハッターブ・モスクがある。このモスクは「オリエントブリュッケ・マールブルク e.V.」によって運営されている。この団体は、ドイツ・イスラム教協会 e.V. (IGD) に属しており、この協会とともに連邦内務省の護憲報告書に取り上げられている。IGDは、元々このモスクの運営者であった。この協会は、過激なムスリム同胞団のドイツの中心的存在である。この組織はグループ単位の末端に至るまでイスラムのテロリズムを支援しているという疑惑を向けられているのである。2002年に「イスラミシェ・シューレ」協会が設立され、やがて「オリエントブリュッケ」と改名された。これ以後マールブルクのモスクは、形式上は IGD から独立した。ムスリムの墓地はオッカースハウゼン市区の市立墓地の一角にある。
「バイ・ザンクト・ヨスト」地区にモスクを併設したイスラム文化センターを新築する計画がある。

### その他の宗教
マールブルクにはエホバの証人とユニバーサル・ライフの組織がある。
マールブルクの Shambhala センターは、ヨーロッパでも大きな仏教センターである。この組織には約 50 人から 120 人の会員がいる。この他に数多くの宗教グループがあり、これらは特に大学を経由してマールブルクに流入する。

## 行政

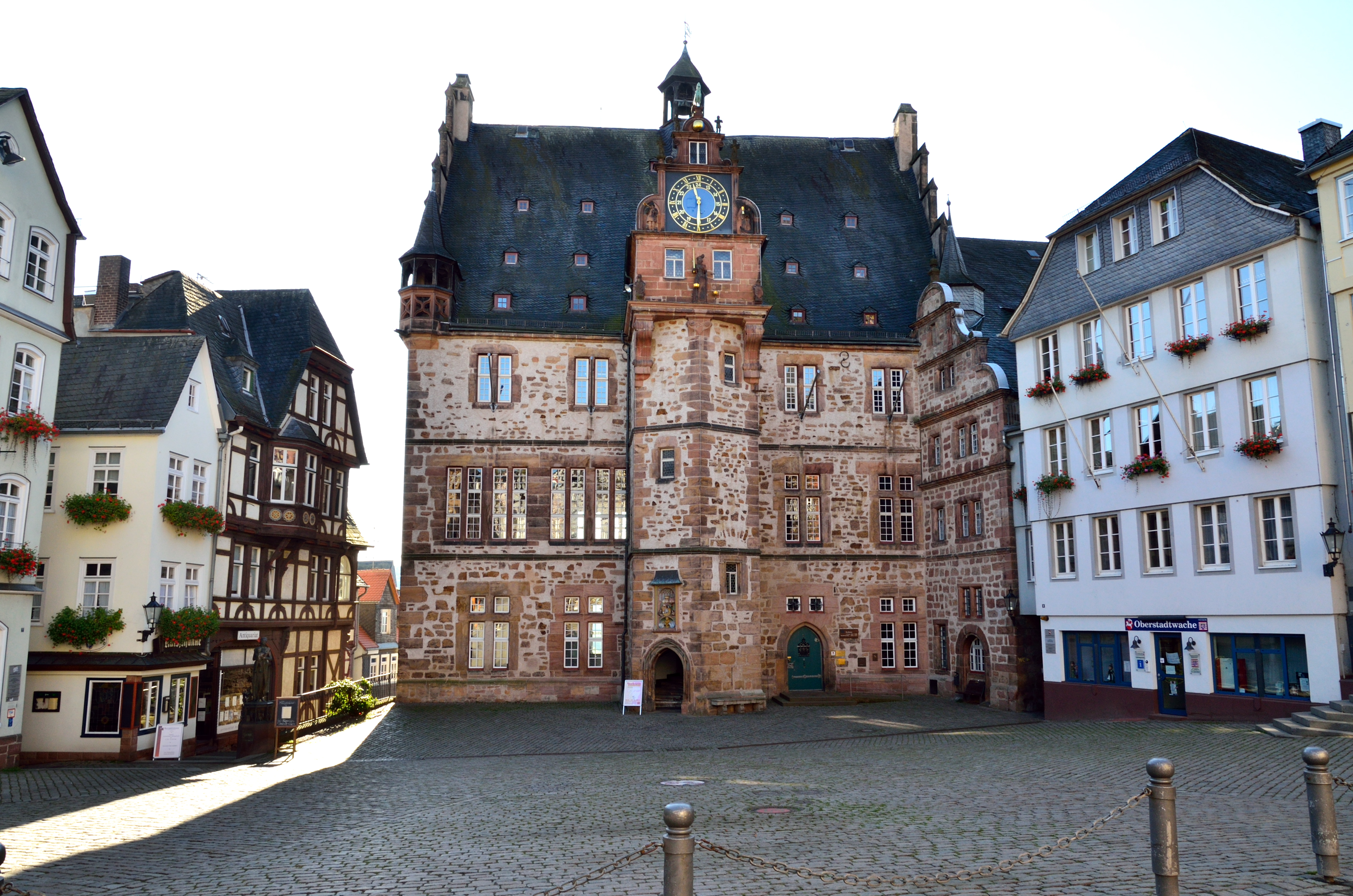
マールブルク市庁舎

### 市議会
マールブルクの市議会は 59議席からなる。定例議会は月に1度（通常は最終金曜日の16時から）、バルフューサー通り 50番地の議会ホールで開催される。議会や委員会会議は公開されている。

### 上級市長
2005年の直接選挙で選出され、同年7月1日に着任した上級市長エーゴン・ファウペルは SPD に属す。彼は2011年3月27日の選挙で 59.3 % の票を獲得して再選された。エーゴン・ファウペルの任期は2015年12月1日までであった。彼の後任選挙は2015年6月14日に行われたが、過半数の票を得た候補者はなく、トーマス・シュピース (SPD) とディルク・バンベルガー (CDU) との間で、同年6月28日に決選投票が行われた。その結果、トーマス・シュピースが 60.0 % の票を獲得して上級市長に当選した。この選挙の投票率は 38.9 % であった。

### 紋章
マールブルク市の紋章は、ベルリンの紋章家エミール・デプラーがデザインし、1895年3月25日に市議会の決議を経て有効となった。この紋章は、1248年から1257年頃の市の文書にあるテューリンゲン方伯の騎士の紋章に基づいている。この印章の騎士のデザインはルートヴィヒ4世の時代にまで遡る（1227年没）。このデザインは19世紀には普通に用いられていたものの、その後紋章のデザインとしてほとんど見られなくなった印章のモチーフである。
ハインツ・リットによる紋章記述: 「銀の縁取りがある赤地の紋章。銀の馬に乗った騎士。騎士は金銀で装飾された兜と青い軍服で武装している。右手に金の穂先と金の房、3本の銀の吹き流しのある旗が付いた長槍を持っている。旗は青い縁取りの金地で、ゴシック様式の青い "M" の字が描かれている。騎士の左手は盾を持っている。盾は青地で、その中に立ち上がり金の冠を被った、銀と赤が7回入れ替わる横縞に彩色された獅子が描かれている。」
紋章の解説: マールブルク市の紋章の騎士は、白馬に乗り武装したヘッセン方伯であり、その盾にはヘッセンの獅子が描かれている。また騎士が持つ旗は市固有の象徴である青と金の配色で伝統的なマールブルクの "M" のデザインである。これらは市の旗にも表現されている。旗は、上から順に地色の赤、馬の白、盾の青の、三色の横縞である。

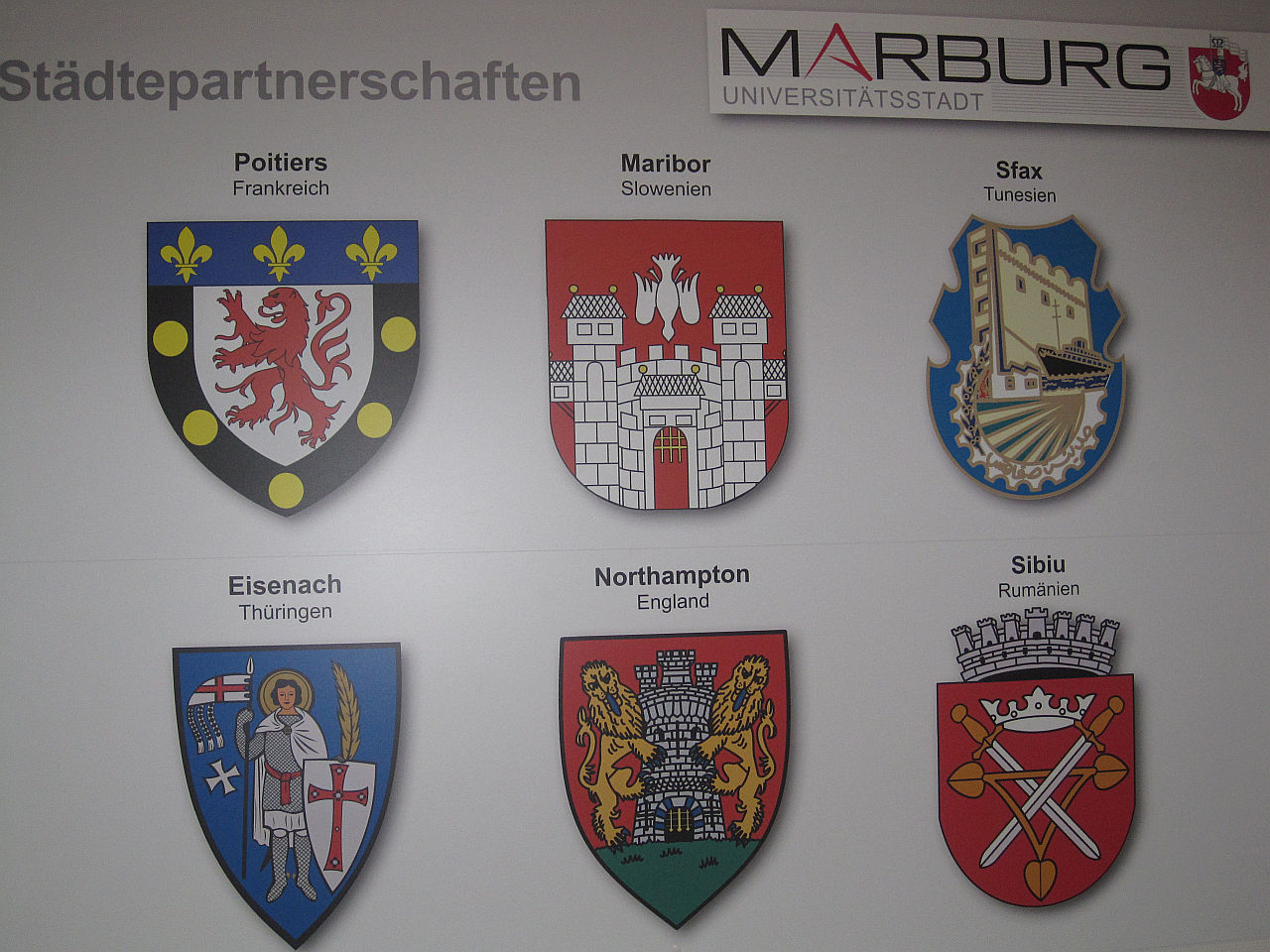
市議会ホールに掲げられた姉妹都市の紋章

### 姉妹都市
- ポワチエ（フランス、ヴィエンヌ県）
- マリボル（スロベニア）
- スファックス（チュニジア、スファックス県）
- アイゼナハ（ドイツ、テューリンゲン州）
- ノーザンプトン（イギリス、ノーザンプトンシャー）
- シビウ（ルーマニア、シビウ県）

フランスのポワチエとは1961年から姉妹都市の関係にある。この姉妹都市関係は、両市にある大学の協力関係に由来している。1969年にスロベニアの同じ名を持つ都市マリボル（ドイツ名: マールブルク・アン・デア・ドラウ）、1971年にチュニジアのスファックスとの姉妹都市関係締結が続いた。1988年に当時はまだ東ドイツに属していたテューリンゲン州のアイゼナハと姉妹都市協定を結んだ。これは両国間の国際協調とドイツ分割解消をめざしたもので、聖エリーザベトの功績により両市の関係は明らかであったことに由来する。イギリスのノーザンプトンとの姉妹都市協定は、両市がともにフランスのポワチエと姉妹都市関係にあったことから発展したもので、1992年に協定を締結している。ルーマニアのシビウ（ドイツ名: ヘルマンシュタット）との姉妹都市協定は2005年に締結されたが、それ以前から、大学レベル、学校レベル、教会レベル、文化レベルでの交流が持たれていた。こうした姉妹都市関係の締結に対する評価として1980年に本市は欧州議会の名誉旗を授与された。

### ソーラー条例
マールブルク市議会は、ドイツでも全国的に類を見ない、議論の余地があるソーラー条例を2008年6月に可決した。これにより、家屋を新築する施主や屋根または暖房施設に大きな改造を加える依頼主は、わずかな例外を除き、太陽熱温水器を取り付けることが義務づけられた。2008年10月7日にギーセン行政管区長官は、この決議を破棄した。この処置に対してマールブルク市はギーセン行政裁判所に提訴した。ギーセン行政裁判所の勧告により、2010年3月に行われたマールブルク市とギーセン行政官区当局との間の調停に向けての議論は不成立に終わった。2010年5月行政裁判所は訴えを棄却した。マールブルク市はこの決定に対して何らの法的手段も行使せず、その代わりに新たな条例案を起草した。この条例案はその年の9月に市の委員会を通過し、2010年10月29日に市議会で議決された。

### 市民情報システム
マールブルク市は市民情報システムを運用しており、これにより政治委員会に関する情報を市民に提供している。このシステムでは、議事スケジュールとともに議案となっている最新の条例が紹介されており、その他に政治家の情報（名前、政党、役職、連絡先）も入手できる。

## 文化と見所

### 演劇と映画

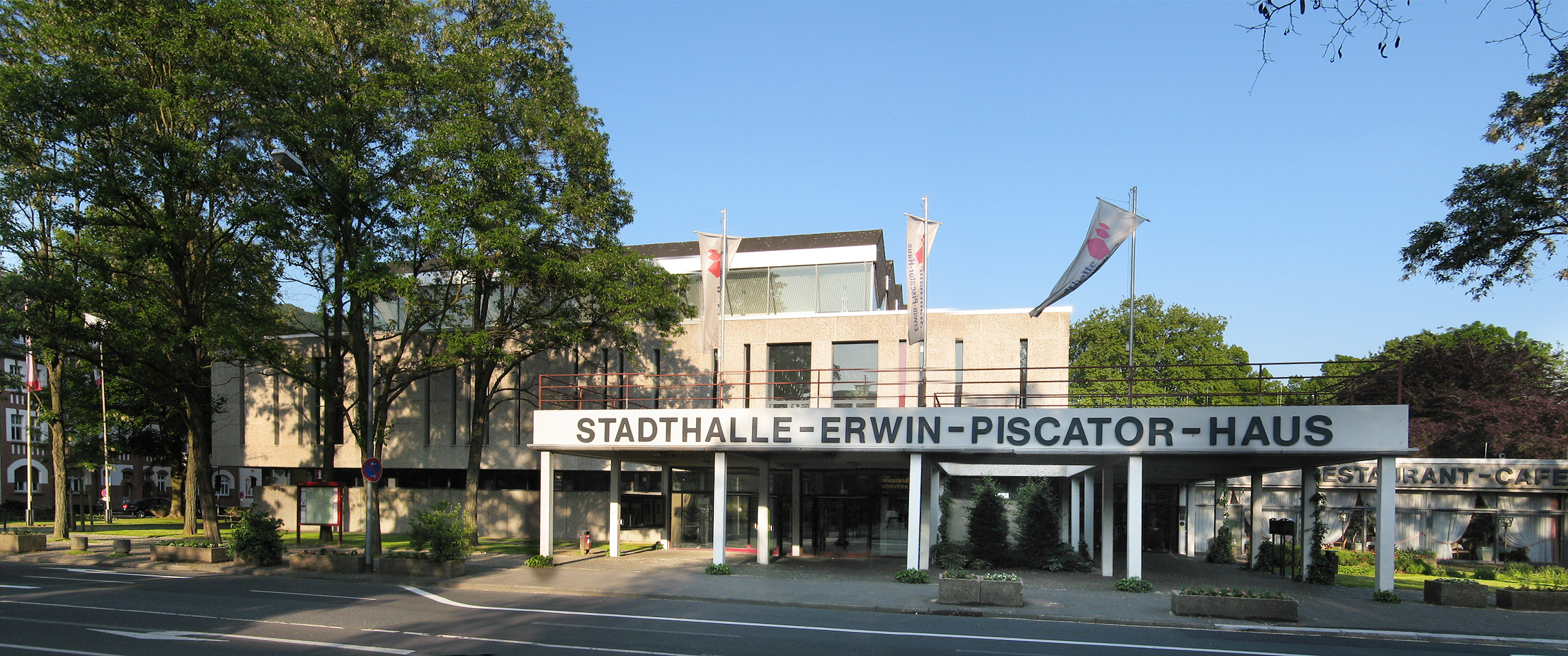
市立ホール（エルヴィン・ピスカトール・ハウス）

ヘッセン州立劇場マールブルクは、ヘッセン州の6つの大きなヘッセン州立劇場の中で最も新しい劇場で、地元の5つの劇場とさらに野外ステージを含んでいる。ここでは、1995年以降毎年、質の高い作品や児童生徒と先生のための多彩なワークショッププログラムでドイツ全土の注目を集める「ヘッセン子供と若者の演劇週間」が開催される。
時々開催されるブルーヴァードビューネでのゲスト公演や市立ホールでの音楽アンサンブル、学生演劇グループ、学生の公演の他に、3つの劇団があり、その一部は自治体からの助成を受けている。文化センター・ヴァゴンハレの「テアター・ゲーゲンシュタント」は、主に独自の作品を上演している。病院ものの「Marburg Hope」や即興劇「Fast Forward Theatre」がその作品に含まれる。アフェラーの G-Werk を拠点とするマールブルク演劇工房「ジャーマン・ステージ・サービス」は、演劇作品と公共スペースでのパフォーマンスとによる芸術アンサンブルで、国際フェスティバルにも出品された。Schnaps & Poesie Theater は最も小さなマールブルクの劇場である。この他様々な小劇場（20席程度）で、パフォーマンス付きの朗読形式の「ヘール・テアター」が上演されている。2010年からはかつてのマールブルク州立劇場の劇場支配人ペーター・ラーデシュトックが旗揚げした「クライネ・コメディー」があり、上質なブールヴァール劇を上演している。
毎年 50万枚の入場券が販売される映画（市場範囲の人口は郡内の約 253,000人である）は、マールブルクにおける余暇の娯楽の中で高い地位を占めている。3箇所に14スクリーンの商用映画館（このうち 7スクリーンはマールブルクガー・キネコンプレックスにある）の他、G-Werk のトラウマ文化センターには独立の非商用映画館（「トラウマキノ」）がある。夏期には城館公園の野外ステージで大スクリーン上映会が開催される。また、1994年から国際的なフォートフィルムの映画祭オープン・アイズ・フィルムフェストが開催されている。さらに2006年から毎年キネプレックスで、マールブルク市の文化・青年育成専門局と共同でマールブルク子供と若者のためのフィルムフェスティバル「ファイナル・カット」が開催されている。マールブルク・カメラ賞が授与されるマールブルク・カメラ会議は、専門出版関係者や映画制作者にとって毎年恒例のイベントである。

### 美術館、博物館
マールブルクには、古くから存続しているプライベート・ギャラリー 3館（ギャラリー・ヘンケ、ギャラリー・シュマールフス、LOG-ギャラリー）の他に、入館可能な芸術家のアトリエや展示室博物館が数多くある。5館ある大学博物館もこれに含まれる。

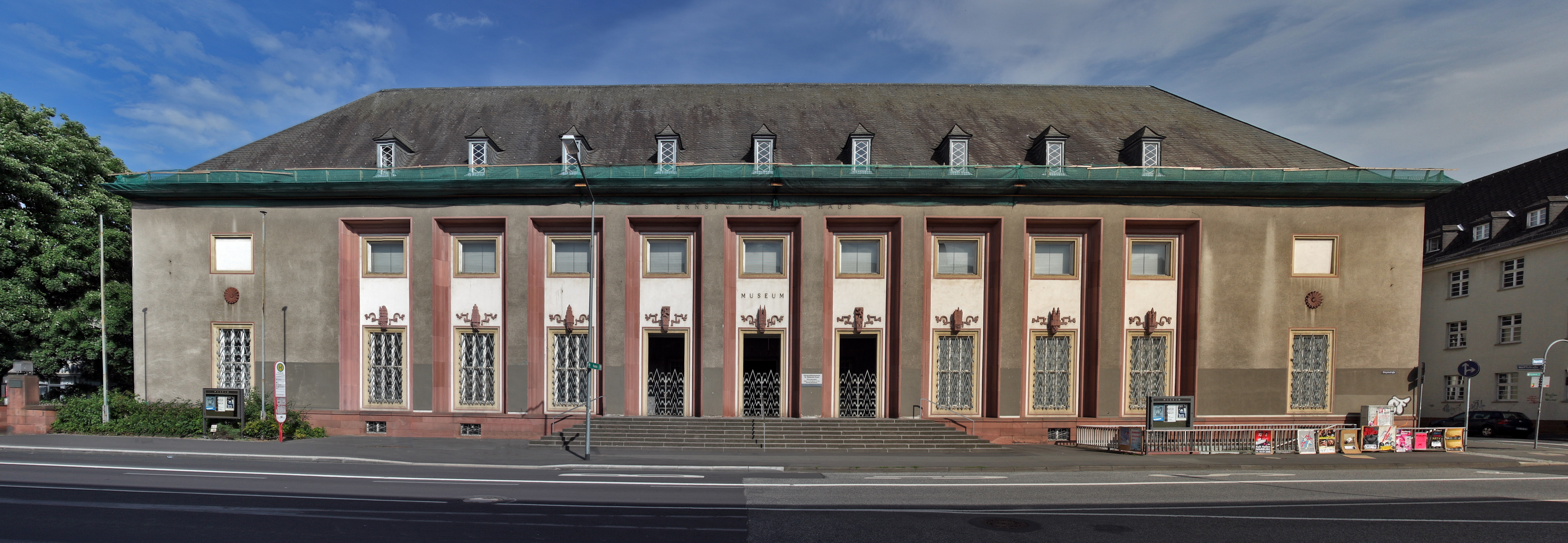
エルンスト・フォン・ヒュルゼン・ハウス

#### 芸術と芸術史の美術館
芸術と芸術史の美術館は、2箇所に分かれて存在する。ビーゲン通り11番地のエルンスト・フォン・フュルゼン・ハウスのコレクションは、表現的写実主義（たとえば、マールブルクの芸術家フランツ・フランク）や点描主義（特にパウル・バウム）の入れ替え展示の他、17世紀から20世紀の芸術作品、ベルンハルト・シュルツェ、ディーター・クリーク、ハラルト・ホイザーの絵画といった現代芸術、カール・バンツァーやオットー・ウベローデの作品、ヴィリングスホイザー派の作品などを展示している。また、古典的な彫刻のコピー・コレクションもここで見ることができる。この美術館の建物は、1927年にマールブルク大学創立400年にマールブルク大学学友会から寄贈された建物で2011年から2013年に修復され、この際美術館として新たなコンセプトを与えられた（新しい回廊、新しいエントランス・サービス・スペース）。
方伯の城のセラミックコレクションは、ヘッセン州やヴェスターヴァルトのマールブルク陶器や炻器を展示している。この城のヴィルヘルムス館には5つの時期に分類された芸術史コレクションが展示されている。さらに入れ替えで特別展示が行われている。

#### 民族学コレクション
マールブルク民族学コレクションはクーゲルガッセ10番地のマールブルク大学民族学研究所の中にある。このコレクションは、5,000点以上の収蔵品と、様々な個人コレクションの一部で構成される。このコレクションの魅力は、学生が民族学の見地から展示を企画立案し、実物に直に触れることができる点にある。展示品は広いフィールドで発見されたものであるが、特にアマゾン地域の原住民グループの（古い）文物に焦点が当てられている。

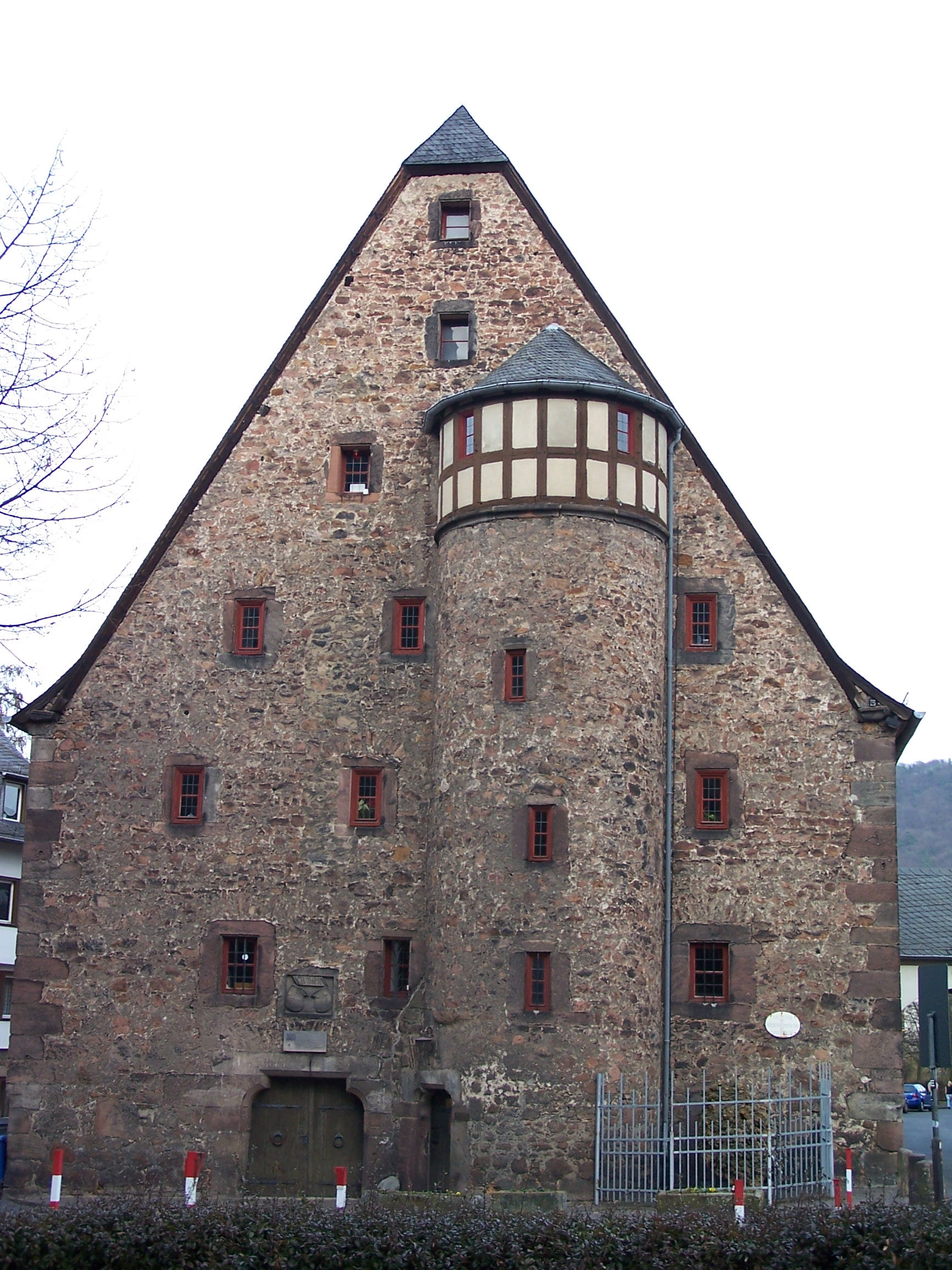
マールブルク鉱物博物館

#### 鉱物博物館
マールブルク鉱物博物館は約 45,000点の鉱石、50,000点の岩石標本、数千点の宝石標本、150点の隕石を所蔵している。このヘッセン最大の鉱物コレクションは、専門家の間ではドイツで最も重要なコレクションの1つであると評価されている。これらは、マールブルク大学鉱物学部門の教育・研究用コレクションからなっている。

#### 宗教文化コレクション
神学者で宗教哲学者のルドルフ・オットーは1927年に宗教に関する博物館「宗教文化コレクション」を創設した。何度も移転した結果、ラントグラーフ＝フィリップ通り4番地の「ノイエン・カンツライ」にある。崇拝の対象となる神像、画像とイコン、巻物、礼拝用具、家庭用祭壇、様々なモデルと模造品が展示されており、テーマとなる地域別に古代アメリカ、古代エジプト、アフリカの宗教、南アジアと東アジアの宗教（ヒンドゥー教、仏教、道教、儒教、神道、天理教）、一神教地域（ユダヤ教、キリスト教、イスラム教）に分類されている。マールブルクの宗教文化コレクションは、宗教関連の展示に特化されたものとしては、グラスゴウやサンクトペテルブルクのそれと並んで重要な博物館である。このコレクションは予約の上、ガイド付きで見学可能である。

#### 解剖学博物館
細胞生物学研究所の屋階に解剖学博物館がある。ここには1650年から1920年までの間に作られた約 2,000点の医学標本がある。特に組織解剖学や局所解剖学、発生学、奇形学の領域からのホルマリンを満たしたガラス容器に保存された標本が充実している。この博物館のもう一つの重点が、骨や骨格のコレクション、たとえば処刑された人物の頭蓋骨、頭蓋骨や歯の発生標本、人種別頭骨などである。解剖用具、外科器具、古い顕微鏡なども展示されている。珍しい標本としては、ラーン川で溺死した妊婦の遺体標本「マールブルガー・レンヒェン」がある。

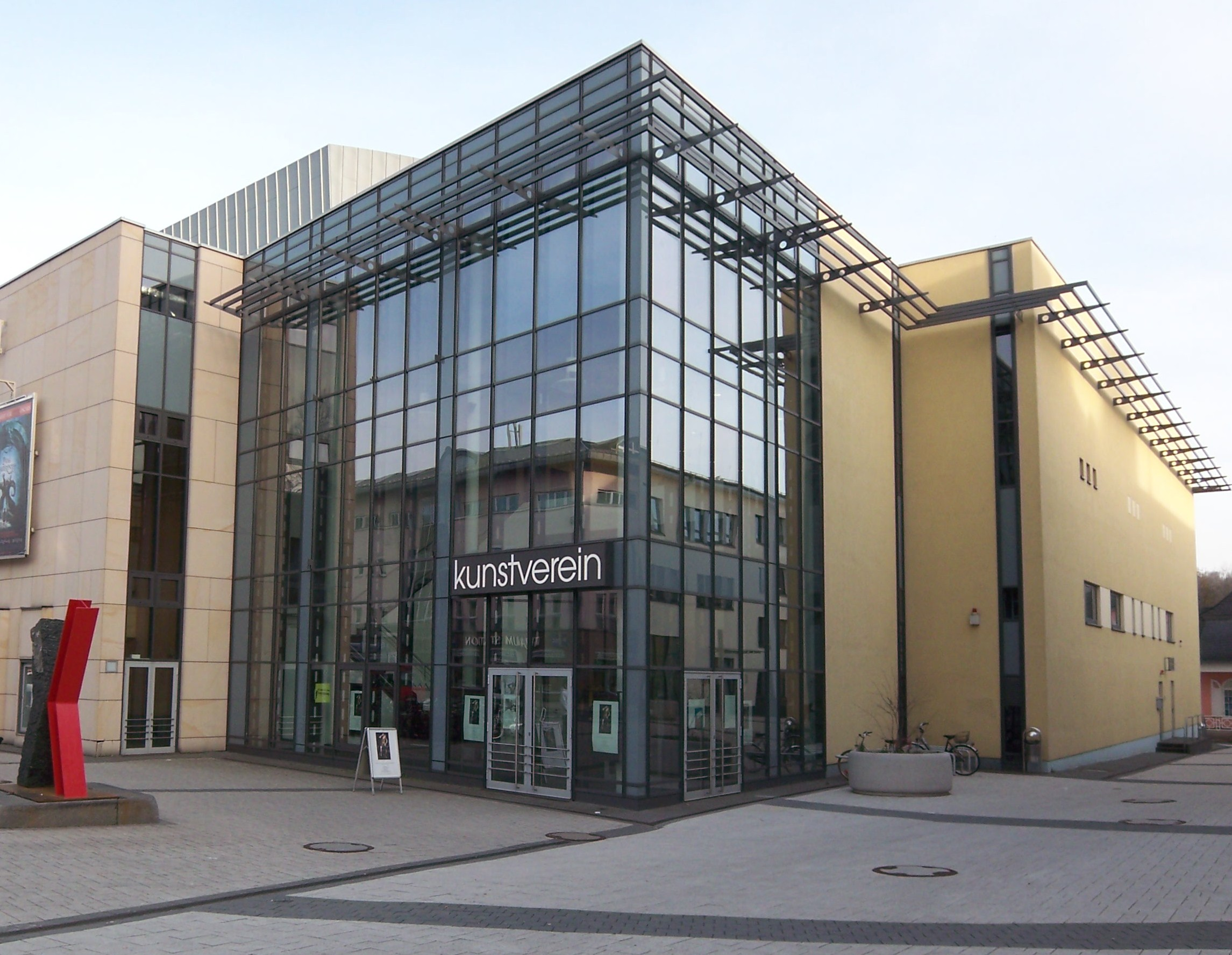
マールブルク芸術ホール

#### その他の博物館
芸術協会の新しいマールブルク芸術ホールはゲルハルト＝ヤーン広場5番地の旧畜殺場跡に2000年に開設された。500 m2 のスペースに、現代美術作品を絶えず入れ替えながら展示している。
ヘルマン通り 200番地（郡道 69号線沿い）の 1.ドイツ・旧型警察車輌博物館では、70台以上の歴史的な警察車輌を見学することができる。その他の、ドイツの警察のモータリゼーションに関連した技術的な部品や写真といった展示品を有するこの博物館は、ドイツで最大の警察車輌コレクションである。この博物館の収蔵品は歴史映画やテレビ番組制作に利用されている。
幼年期博物館は、1979年にヘルゲ・ルリリーケとチャールズ・バリー・ヒアムスによる個人経営の博物館として、バルフュース門の門衛の館内に開館した。2008年末まで19世紀から20世紀の幼年期を概説し、ユダヤの子供向け書籍を閲覧する博物館であった。その他に賞賛すべきは、1850年から1950年の玩具、600種の動物とミニチュアの建物があるおもちゃの動物園、歴史的な子供向けの本や教科書、「マールブルク人形病院」の様子、第一次世界大戦前の教室、その他の展示品があった。幼年期博物館はサーカス資料館やドイツ盲学校とともにオルテンベルクのヴァゴンハレン＝ゲレンデ博物館センターに移転する予定である。

### 文学
大学の、たとえばドイツ語学科（「新しいドイツの文学とメディア」）のような大学の人文学部を介してマールブルクにはそれぞれ対象の中心が異なる数多くの文学サークルがあり、多くの文学関連のイベントが開かれている。1974年からマールブルク旧市街のカフェで、新文学協会「リテラトゥール・ウム・11」が主催する朗読会/講演会/読書会のイベントが、平均して年間30回ほど開催されている。プログラムはいつも時流に制約されず活動的で、文芸的シャンソンから歴史講演まで、大衆文学から抒情詩や人生哲学まで及んでいる。また、KFZでは定期的にポエティー・スラム（自作の詩を朗読するコンクール）が開催され、さらに月に1度ジャズ酒場「Cavete」で深夜の読書会が開かれている。
マールブルク大学とマールブルク＝ビーデンコプフ郡のマールブルク文学賞は1980年から2005年まで2年ごとに授与されてきた。2006年にマールブルク＝ビーデンコプフ郡の郡長とマールブルク市の上級市長は、この賞の廃止を発表した。これに替わってマールブルク市は児童・青少年文学をこれまでよりも一層奨励するとしている。

### 資料館
マールブルクにはドイツ全国レベルで重要な資料館が数多くある。
- ヘッセン州立文書館マールブルクは、カッセル行政管区およびギーセン行政管区の一部の州役場に蓄積された書類を管轄し、保管している。
- マールブルク写真画像資料館は、ドイツの芸術史に関する資料センターであり、約170万点のヨーロッパの芸術や建築のオリジナル写真を保管する画像資料館である。
- 古文書写真資料館は1250年以前にドイツで作成された文書を保管し、写真記録を作成している。

この他の重要な資料館は以下のものがある。
- ドイツ盲学校資料館および盲人と視覚障害者のための国際資料館、国際的な盲人や視覚障害者やドイツ盲学校の歴史に関する資料や新聞記事などを収蔵している。
- ヘルダー・インスティテュート資料館、研究用の図書館で、バルト三国を中心とする東欧・中欧の歴史と文化に関する連続した新聞コレクション、新聞の切り抜き資料（1952年から1998年）など卓越した紙資料コレクションを有している。
- ヘッセン州地域史研究局資料館は、プロイセン時代の旧ヘッセン＝ナッサウ州地域の地名に関する資料を収蔵している。
- ベーリング資料館は、エミール・フォン・ベーリング個人とベーリングヴェルク社の社史に関する資料や文書を収蔵している。
- ミノア文明とミケーネ文明の印章大全は、ミノア文明とミケーネ文明の時代の印章とその写真、およびそれに関する書籍を所蔵している。
- ドイツ語研究所のドイツ言語地図は、ドイツの方言や地域言語の歴史と時代によるその変遷研究に関連する手稿、印刷物、書類、画像、粘土板を収蔵している。言語地図とその附属研究所の新しい建物が、2014年までに旧ビール醸造所跡に建設される予定である。
- フィリップ大学の私文書研究所は、1550年から1750年までの間に出版された弔辞を研究しカタログ化するヨーロッパ唯一の研究所である。
- ゲオルク・ビュヒナー研究所はゲオルク・ビュヒナーの生涯、作品、活動について研究、出版している研究所である。
- 大学図書館の手稿と遺品資料館は、マールブルク講義録、記名簿、大学規則と、マールブルクの人物の遺品あるいはその一部を収蔵している。フリードリヒ・カール・フォン・サヴィニーやパウル・ナトルプのものがある。
- フィリプス大学のカント研究資料館は、哲学者イマヌエル・カントのオリジナル原稿を収蔵しているが、博物館のように見学することはできない。
- ドイツの宗教館。ドイツのいわゆる宗教団体の灰色の文書や現在の宗教史関連文書を収蔵している。
- 市立文書館。マールブルク市の歴史に対するあらゆる疑問に対応する中央市立機関で、中世以降のマールブルク市の生活資料を収蔵している。
- フィリップ大学のヨーロッパの民族学/精神文化科学研究所内にあるドイツ民話中央資料館は、伝説やメルヘンに関する膨大な資料を収蔵している。
- サーカス、バラエティーショー、芸人資料館はサーカス、芸人のステージ、バラエティーショーに関連するプログラム、衣装、小道具や写真を収蔵している。

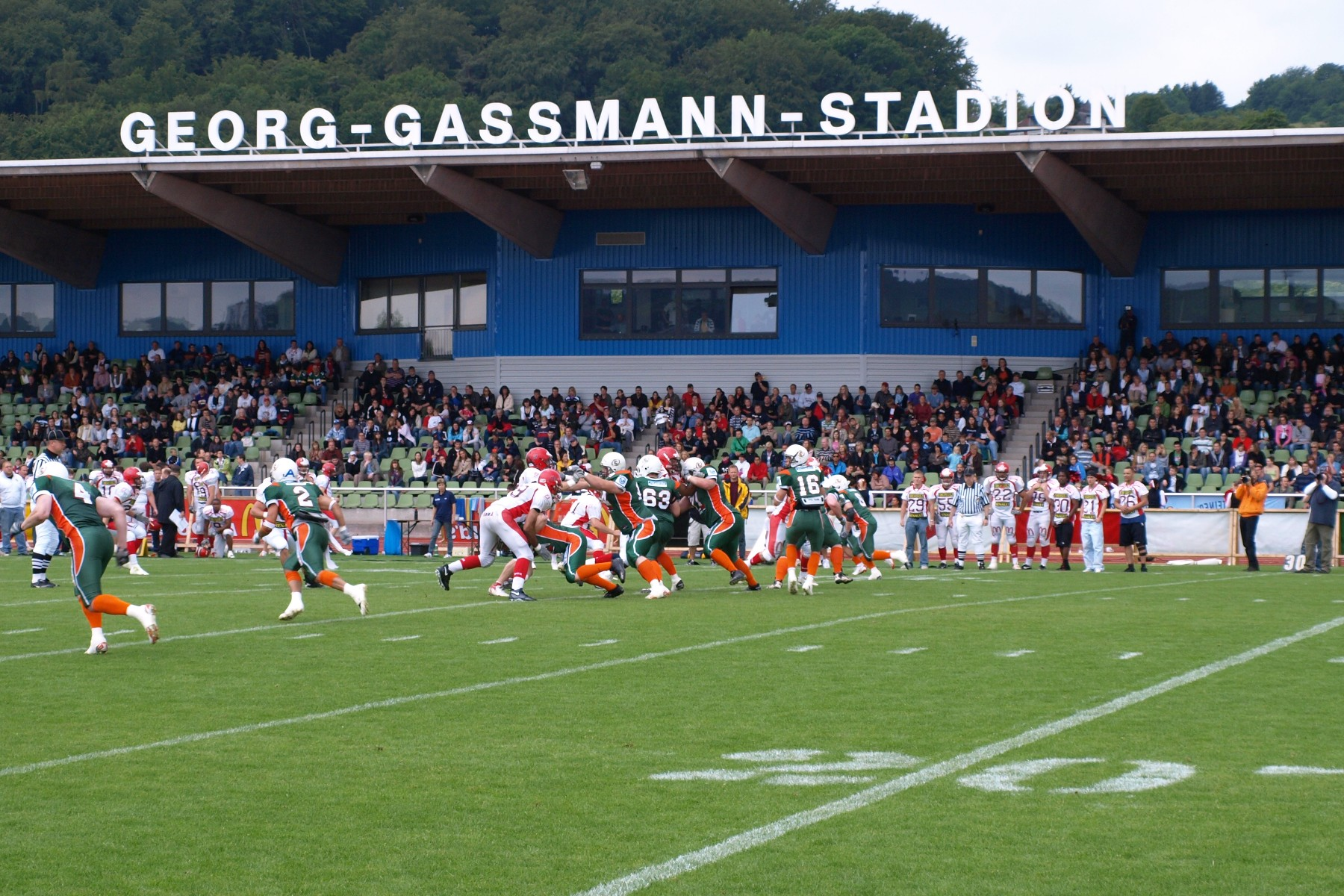
ゲオルク・ガスマン・シュターディオンでプレイするマールブルク・メルセナリース

### スポーツクラブ
スポーツにおけるマールブルクの看板的存在は、BCマールブルクの女子バスケットボール・チームである。このクラブチームは1992年からずっと女子バスケットボール・ブンデスリーガ1部でプレイしており、2003年にドイツチャンピオンとなりカップ戦でも優勝した。もう一つの看板チームが1991年に設立されたマールブルク・メルセナリースのアメリカンフットボールチームである。このチームは収容人員 12,000人のゲオルク・ガスマン・シュターディオンを本拠地とし、2005年ヨーロッパ EFAFカップで優勝、2006年にはドイツの準優勝チームとなった。スカッシュのスクヴォシュ＝フレッシェ・マールブルクは、2006年にブンデスリーガから転落して以来、復帰していない。卓球ブンデスリーガにも2009年の夏以降マールブルクのチームはいない。ブンデスリーガでマールブルクをホームとしていたクラブ TTV ゲンネルンはこれ以後ドイツのエリートクラスから退いた。
テニスでは、TC マールブルクの男子チームも女子チームもヘッセンリーガでプレイしている。サッカーでは、VfB マールブルクとFSV シュレックがフェアバンツリーガでプレイしている。2008年にドイツ・チャンピオンとなった SSG ブリスタ・マールブルクは、ブラインドサッカー・ブンデスリーガでプレイしているマールブルクのクラブチームである。
TSV マールブルク＝オッカースハウゼンのレーンラート部門は、12回のナショナル・マイスター・タイトルと9回の世界チャンピオンタイトルを獲得したドイツで最も成功したレーンラートチームの1つである。このクラブのラウラ・シュトゥリヒ、ヴィクトーリア・ヘニングハウゼン、フリーデリケ・シントラーは女子世界チャンピオンになった。
マールブルク＝シェーンシュタット飛行場のクールヘッシシェ・フェライン・フュア・ルフトファールト (KVfL) はドイツで最も古い航空スポーツクラブの1つである。現在約 300人の会員がおり、模型飛行機、モーター飛行機、グライダー、気球の4種目で全国的にも活動している。このクラブのカインで最も成功した人物は、グライダーで2回世界チャンピオンとなったヴェルナー・モイザーである。この飛行場のすぐ近くのケルベ＝ベルンスドルフに、2003年にオーバーヘッセン・ゴルフクラブ・マールブルクの18ホールのゴルフ場が造られた。力業系スポーツのクラブとしてドイツに現存する最も古いものの1つが アトレーテン・クルプ 1888 マールブルクである。

### 音楽
マールブルクの音楽環境は豊かである。特に3つの文化センターでは、ロック、ポップス、ヒップ・ホップ、ア・カペラ、タンゴ、スカ、パンク、レゲエ、ワールドミュージックと、若者向けばかりではない幅広いジャンルのコンサートが開催されている。ジャズ＝イニシアティヴ JIMやフォーククラブ・マールブルクも音楽の幅を拡げることに貢献している。クラシック音楽の分野では、アクティヴなコンサート協会、2つの若いオーケストラ、すなわちマールブルク学生交響楽団と若いマールブルク・フィルハーモニーがあり、さらに多くの地区で合唱団が活動している。ここで特筆すべきは、マールブルク・バッハ合唱団、マールブルク・コンサート合唱団、大学にある UniChor マールブルクである。

### 年中行事

#### 春
マールブルクでは、3月半ばにマールブルク・カメラ会議の一環として、マールブルク・カメラ賞の授賞式が行われる。この他に、ヘッセン州立劇場マールブルクでは「子供と若者の演劇週間」が開催される（#演劇と映画の項参照）。4月の最終週末から9日間にわたってメッセ広場で春のメッセが開催される。4月30日の夜、真夜中頃に伝統的なマイアインジンゲン（直訳すると「5月に歌う」）が始まる。次の日（5月1日）は午前中に労働組合のデモや集会が行われ、午後はお祭りとなる。
聖体の祝日には、文化センター KFZ によるア・カペラ・フェスティバル「歌声の夜」が城館公園の野外ステージで開催される。6月第1週には、マールブルク文化局が子供フェスティバル "Ramba Zamba" を開催する。

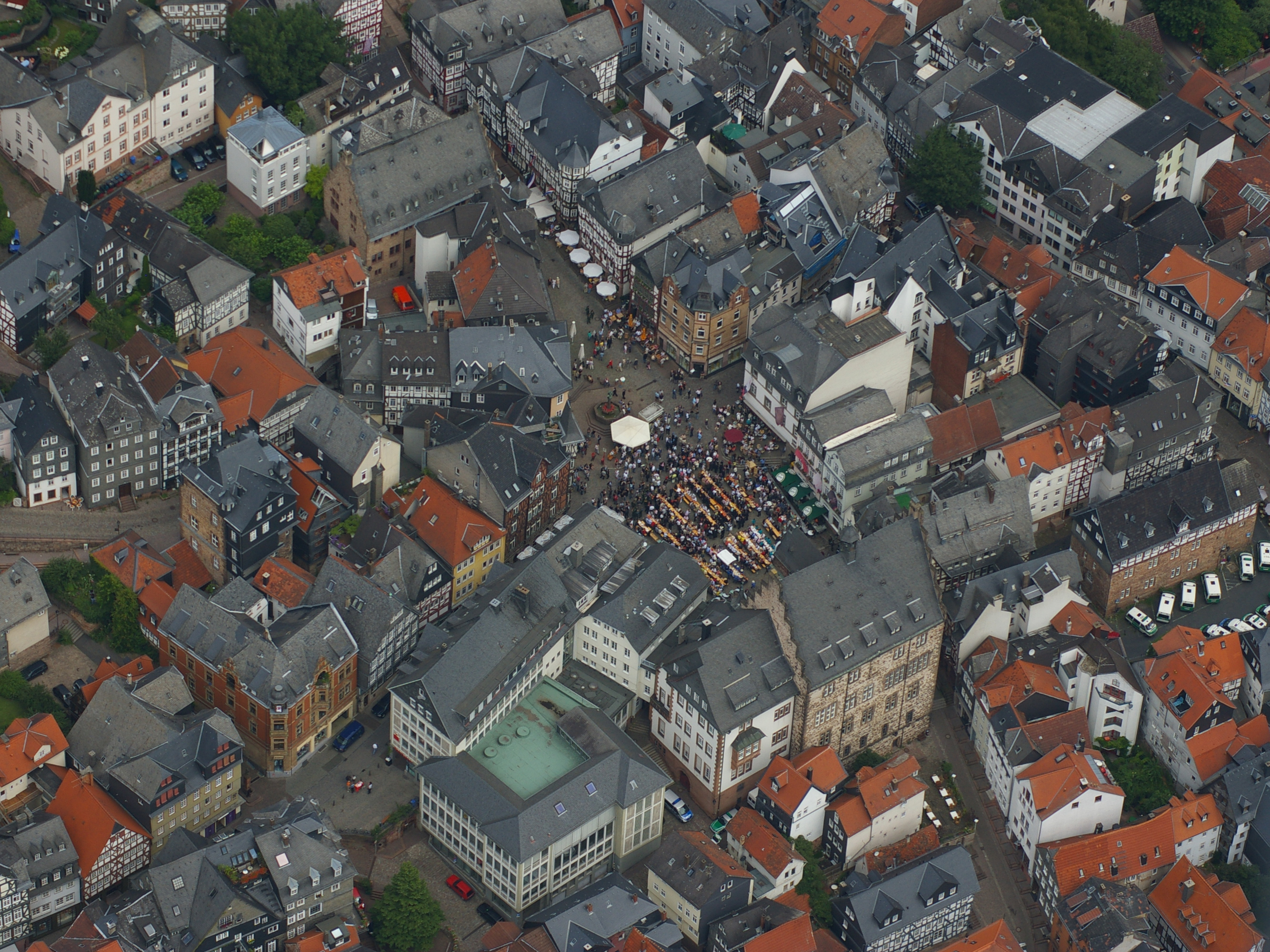
マルクトフリューショッペンで、マルクト広場の屋台に繰り出した人々

#### 夏
毎年6月の最終金曜日には（ただし2011年は開催されなかった）、市街中心部のビーゲン通りのヘルザールと市立ホールの間を通行封鎖して設けられた5つのステージで Uni ゾンマーフェスト（「大学の夏祭り」）が始まる。7月最初の週末に、主催者によれば「ドイツで最も短い民衆祭」であるマルクトフリューショッペン（「市場での宴会」）が開催される。その次の金曜日にはシュタットフェスト・3ターゲ・マールブルク（"3-TM"と略される。「市祭マールブルクの3日間」）が 6つの市場、10のステージでは60組のロックやポップスのバンドあるいは 12組のクラシック音楽のアンサンブルや独奏者が演奏を行い、ビールが振る舞われ、ドラゴンボート・カップが開催され、城山で花火が打ち上げられる。やはり7月に、ショートフィルム・フェスティバル「オープンアイズ」が始まる。
7月と8月には、芸術、演劇、音楽のマールブルク夏期アカデミーコースが開催されている。KFZ協会は8月初めにストリートフェスト「サマー・イン・ザ・シティー」を開催し、文化センター・ヴァゴンハレでは 8月中旬から 9月中旬に「マールブルク・ヴァリエテー・ゾンマー」（「バラエティーショーの夏」）が開催される。9月にはヴァイデンハウゼンの人々は、伝統的なエンテンレンネンとヘーフェフェストを開催する。

#### 秋
10月の第2週末に、エリーザベト＝ヤールマルクト（ヤールマルクトは年に1度開催される市場のこと）が開催される。通常のヤールマルクトのプログラムの他、この週末は日曜日でも店舗が営業している。
新しい学期の始まりには、最初の講義が行われる前の週に AStA文化部による「エルストゼメスターフェスト」が開催される。マールブルク市立ホールでは11月の最初の週末に美術工芸品マーケットが開かれる。

#### 冬
マールブルクのクリスマス・シーズンは第1アドヴェント前の土曜日に始まる。エリーザベト教会の周囲にクリスマスマーケットが開かれ、市庁舎前にアドヴェントマーケットが立つ。新年初まりのイベントとして、1998年から2007年まで、1月の最終金曜日に市庁舎広場の大スクリーンで1944年の映画『Die Feuerzangenbowle』の上映会が開催されていた。
MaNo-フェスティバル（「マールブルク・ノーザンプトン・ポワチエ・フェスティバル」）は、毎年3月初めにマールブルク女性音楽家協会の主催で開催される。3日間のこのイベントでは、マールブルクとその姉妹都市ノーザンプトン、ポワチエ、マリボルからの 60を超えるバンドが、15軒のクラブや酒場で演奏を行う。

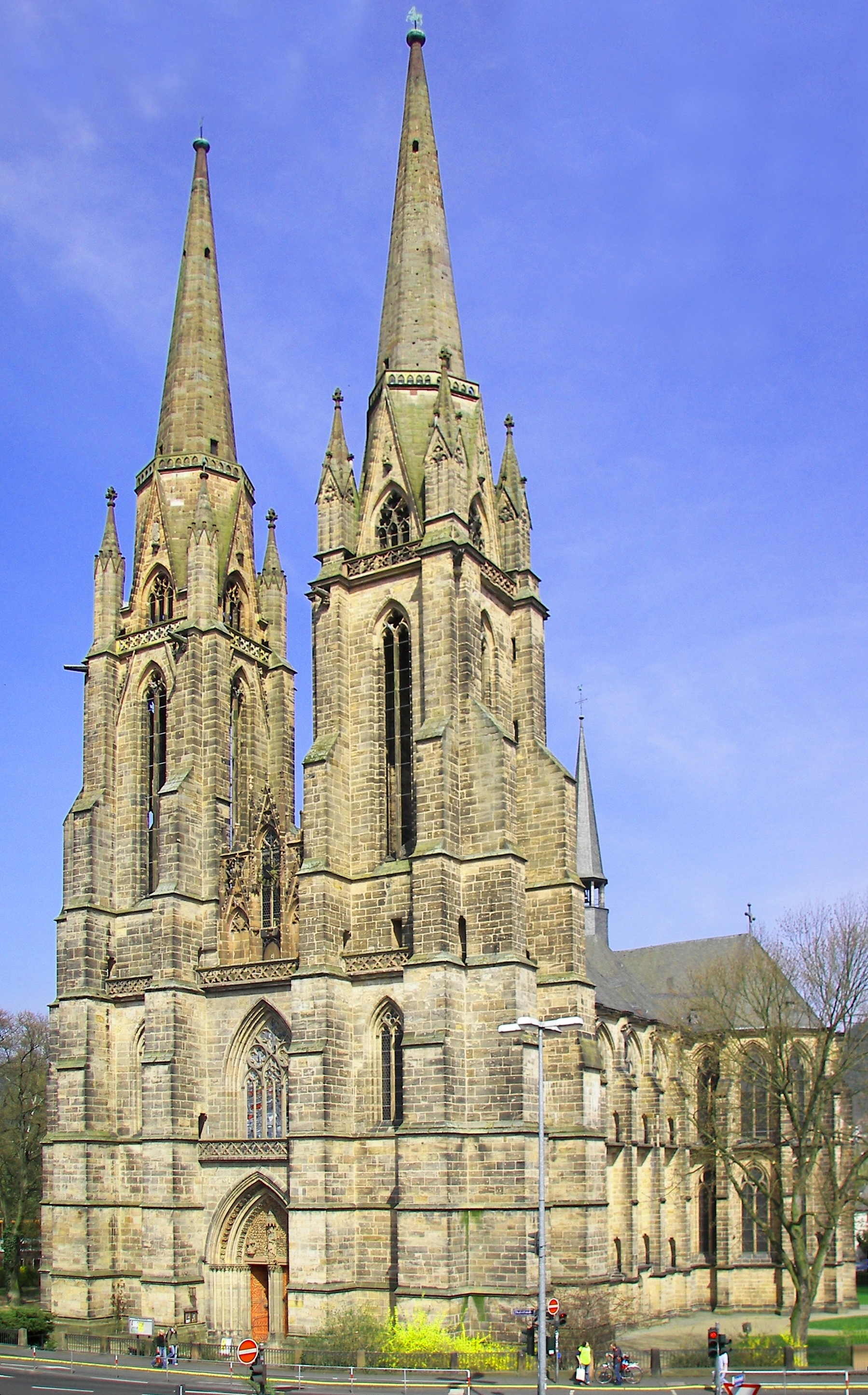
マールブルクの聖エリーザベト教会

### 見所と観光
マールブルクとその周辺には数多くの見所がある。この街の観光業が持つ経済効果は決して小さなものではない。主な観光地は、聖エリーザベト教会、城館、歴史的旧市街である。宿泊施設としては、キャンプ場や様々な価格帯のホテルやペンションの他に、大学スタジアムやラーン川に近いヤーン通りにベッド数 167のユースホステルがある。2009年の統計によれば、この街には 5,974床の宿泊施設があり、のべ562,653泊の宿泊客があった。市内観光（メルヘンやロマン派の詩といった特定のテーマのコースもある）やグリム童話の舞台となった周辺地域の周遊やドイツ・メルヘン街道の観光には、ツーリスト・インフォメーションが用意されている。4月から10月までの土曜日には、城館の地下要塞を訪ねる装甲室ツアーもある。マールブルクで最も古い宗教建築であるロマネスク様式のマルティン協会はミヒェルバッハ地区にある。

#### 聖エリーザベト教会
地元では「E-キルヒェ」と呼ばれる聖エリーザベト教会は、ドイツ国内で最も古い純粋なゴシック建築であり、おそらくマールブルクで最も有名な建物である。この教会は聖エリーザベトの栄誉を讃えてドイツ騎士団によって建造されたもので、彼女の墓碑は教会内にある。建設は列聖の年（1235年）に開始され、1283年に完成した。この教会により、マールブルクは中世後期には、最も重要な巡礼地の1つとなっていた。
この教会は、ドイツのゴシック初期建築の傑作である。この教会はドイツ文化圏で最初の純粋なゴシック様式のホール式教会の1つである。トリーアの聖母教会とともにドイツ語圏で最古の純粋なゴシック建築とされている。ケルン大聖堂はこの教会をモデルとしている。

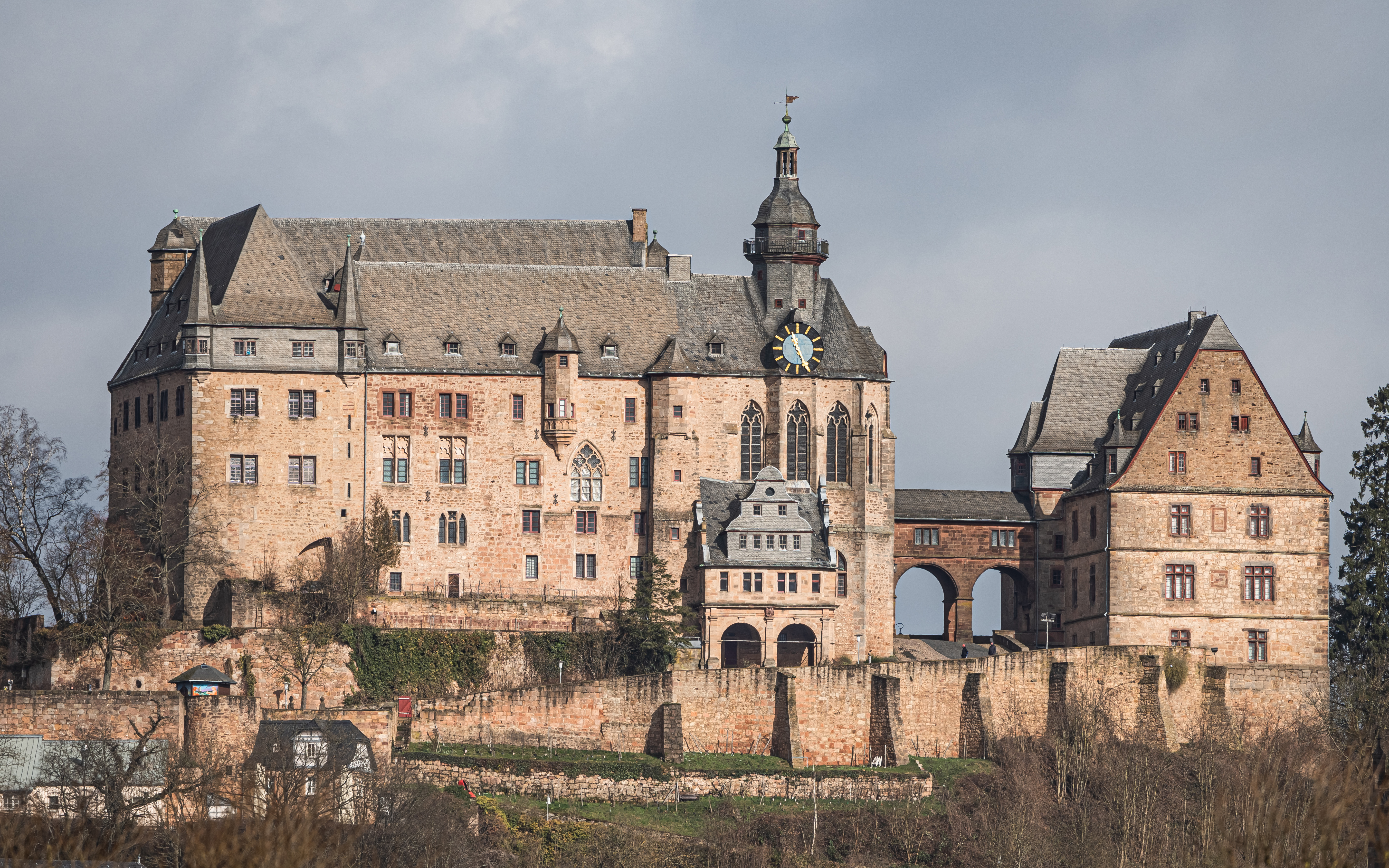
方伯の城（マールブルク城館）

#### 方伯の城
方伯の城は、南北に走るラーン川の谷に沿った街の西の高台に建つ。城山の高さは海抜 287 mで、斑砂統台地であるマールブルガー・リュッケンの支脈を形成している。ここは、比較的急峻な谷の斜面によって中世の城塞を建造するのに大変好都合であり、その後現代まで何度も建築上の変更が加えられた。
この城館はヘッセン方伯の最初の宮廷という歴史上の重要性に他に、芸術史あるいは建築史上興味深い。これは、11世紀から12世紀の建築部分と並んで、特に現在も建物全体の印象を本質的に決定している13世紀後半の城館に関連している。城館附属礼拝堂と、中欧で最大にして最も質の高い世俗ゴシック・ホールの1つである大ホールあるいはフュルステンホールを有するホール棟は、ヨーロッパの城塞建築の卓越した成果である。
現在この城館は、石器時代からこの地域の歴史に関する展示コレクションを収蔵するマールブルク大学文化史博物館の一部として利用されている。この他に、演劇上演、コンサートやたとえば中世風のマーケットなどの文化イベントが開催される。5月から9月の間に城館公園の野外ビューネで行われる映画上映会オープン・エア・キノは大変に人気がある。

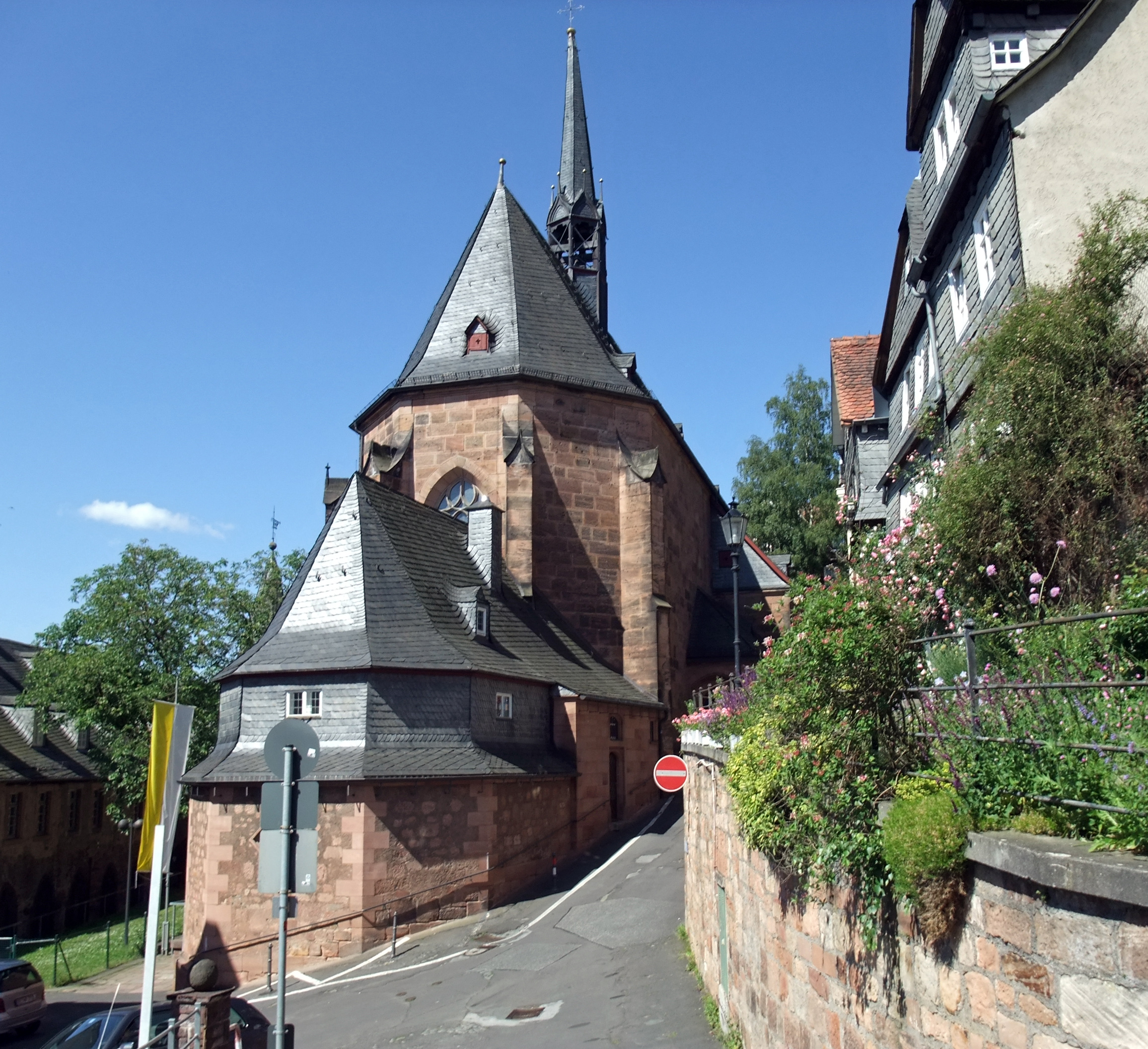
クーゲル教会

#### クーゲルヘレンの建物
オーバーシュタットのバルフューサー通りとリッター通りとの間のクーゲルガッセに、共住修道士会の依頼で15世紀に建造された2棟の建物がある。グーゲルという頭巾にちなんでクーゲルヘレン（丸い男）と呼ばれるこの修道士会は1477年からマールブルクに定住した。この建物の建造は、おそらく、裕福なマールブルク市民で都市貴族であったハインリヒ・イムホーフの寄贈によるものと推測される。
クーゲルハウスは後期ゴシック様式で建てられた教団施設で、1491年に完成した。現在は宗教学と民族学とを基盤とする比較文化研究所の民族学コレクションとなっている。この建物は1527年にラテン語学校としても利用され、大学に移管された。その後フィリップ方伯は、自らもそこで学んだのであるが、修道士会と学校を廃止した。大学はこの建物を2011年に放棄した。これをクーゲル教会が購入し、その中に教区センターを設ける予定である。
1485年にヨハネス・ボーネムリヒ・フォン・ラースフェによって聖別されたクーゲル教会はこの修道士会の2つ目の建物である。この建物は1478年から1520年の間に建設された。この教会は尖頭アーチ型の窓と屋根上の小塔を有している。ネットヴォールトが後期ゴシック様式の天井画を飾っている。オルガン、説教壇、主祭壇は、19世紀から20世紀に造られたものである。

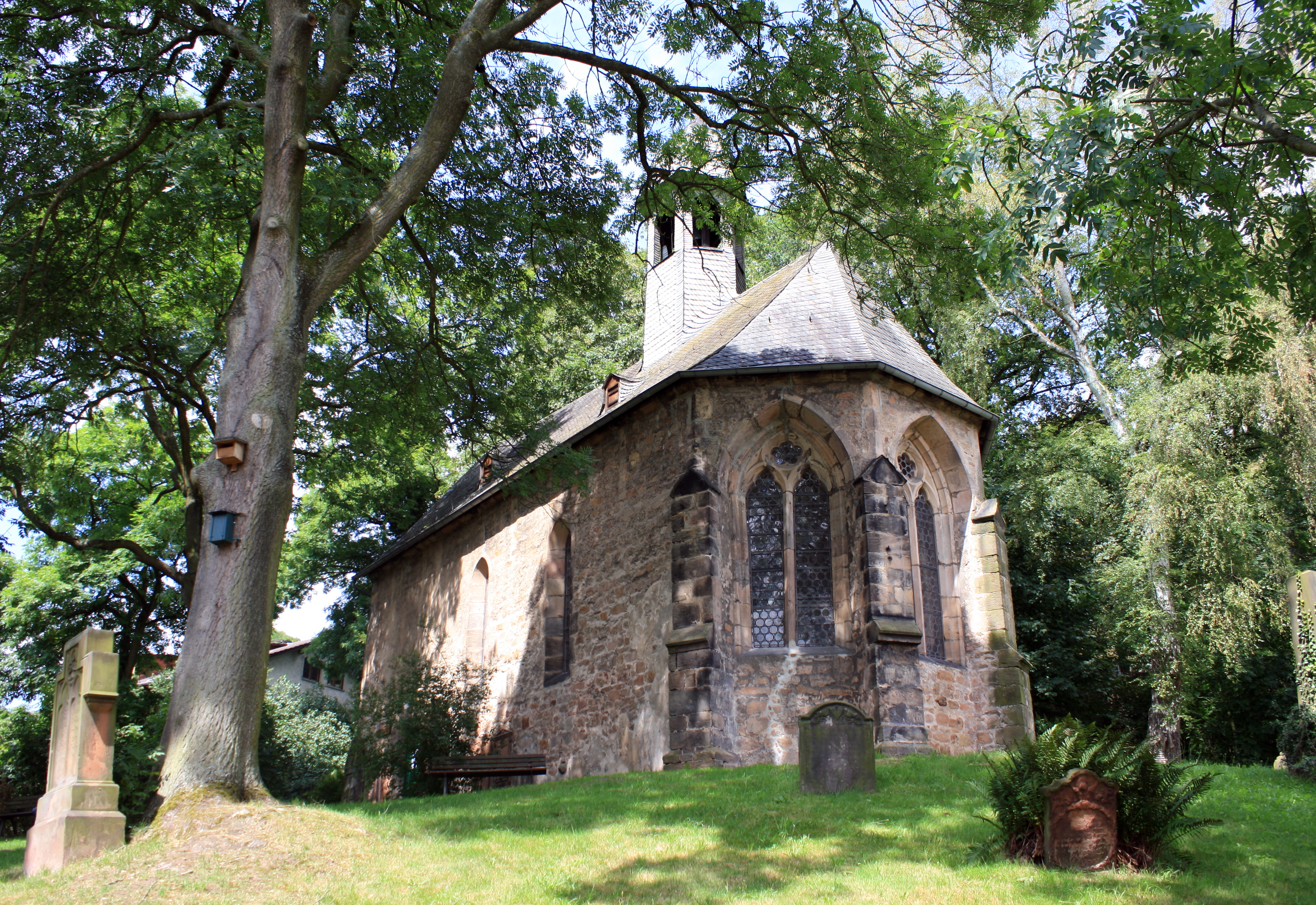
聖ミヒャエル礼拝堂

#### ミヒェルヒェン、聖ミヒャエル礼拝堂
聖エリーザベト教会近くの旧墓地内に「ミヒェルヒェン」と呼ばれる小さな中世風の聖ミヒャエル礼拝堂がある。この礼拝堂は、聖エリーザベトの墓に詣でてマールブルクで亡くなった巡礼者や、聖エリーザベトの病院で亡くなった入院患者が最後の安息地とした墓地に「ドイツの家兄弟会」が1268年に建設したものである。教団聖職者は、聖エリーザベト教会と同様の祭式で臨終の秘蹟を授けた。この礼拝堂を訪れた人に発行される贖宥状は13世紀から知られていた。宗教改革の時代、ミヒェルヒェンは市の所有となった。必要な維持作業や管理が行われなくなり、ここは廃墟化していった。1583年以降やっと小屋組みの修復作業が行われ、新しい戸や窓が取り付けられ、説教壇や回廊風の2階席が設けられた。墓地の周囲の壁も新しくされた。現在この墓地は使われていない。現存する古い墓石は主に16世紀から18世紀のものである。ここではルネサンスの具象墓石から、バロックの銘文墓石を経て古典主義の墓石記念碑への美意識の推移がよく分かる。ミヒェルヒェンの最後の修復作業は2009年に完了した。現在、墓地は北部街区の人々にとって公園や憩いの場所となっている。

#### シュピーゲルスルスト
シュピーゲルスルストという名前は、19世紀にマールブルクに学び、かつては「ケーラース・ルーエ」と呼ばれていたこの広場をハイキングの目的地となる行楽地に造り替えたシュピーゲル男爵ヴェルナーに由来する。ここはロマン主義の時代からハイキングの目的地として愛好され、観光化された。初めにあずまやが造られ、その後食堂に拡大された。1989年までは市の所有であったが、当時の借地者によって買い取られ、現在のように観光地化された。
シュピーゲルスルストはカイザー・ヴィルヘルム塔（ドイツ皇帝ヴィルヘルム1世にちなんで名付けられた）から 200 m 離れている。シュピーゲルスルスト塔とも呼ばれるこの塔はラーンベルクの上に建つ展望塔である。ドイツ統一と普仏戦争（1870年 - 1871年）を記念するための塔の建設資金を募る基金が1872年に設けられた。1876年3月12日から13日にかけての夜に、完成間近であったこの塔を崩壊させる嵐が起きた。高さ 36 m のこの塔は、その14年後にやっと完成した。完成式典は1890年9月2日に挙行された。

#### その他の建築
マールブルクのオーバーシュタットには、1527年建造の歴史的市庁舎の周りに数多くの木組み建築が、長年に及ぶ計画的な修復コンセプトにしたがって保存されている。マルクト広場の上部、マルクト23番地の建物横にある中世のシナゴーグ跡はガラスの立方体で囲まれ、外から見学できる。旧キリアン礼拝堂は、1180年から1200年の間に市場の礼拝堂として建設されたロマネスク建築である。宗教改革後、この礼拝堂は本来の用途で使われなくなった。現存しない東塔は1552年から1554年に取り壊されて、崩壊したヴァイデンホイザー橋の再建に転用された。その後、破風やヴォールトも破壊された。1580年から1581年に木組み建築の上階が増築され、現在の外観となった。1248年に初めて文献に記録されているグリューナーミューレは、かつて搾油に使われていた水車で、ヴァイデンホイザー橋下流の堰にある。
- クーゲルハウス
- クーゲル教会のネットヴォールト
- シュピーゲルスルスト塔
- 旧市街の木組み建築群
- 旧シナゴーグ跡
- キリアン礼拝堂
- グリューナー・ミューレ

### 公園

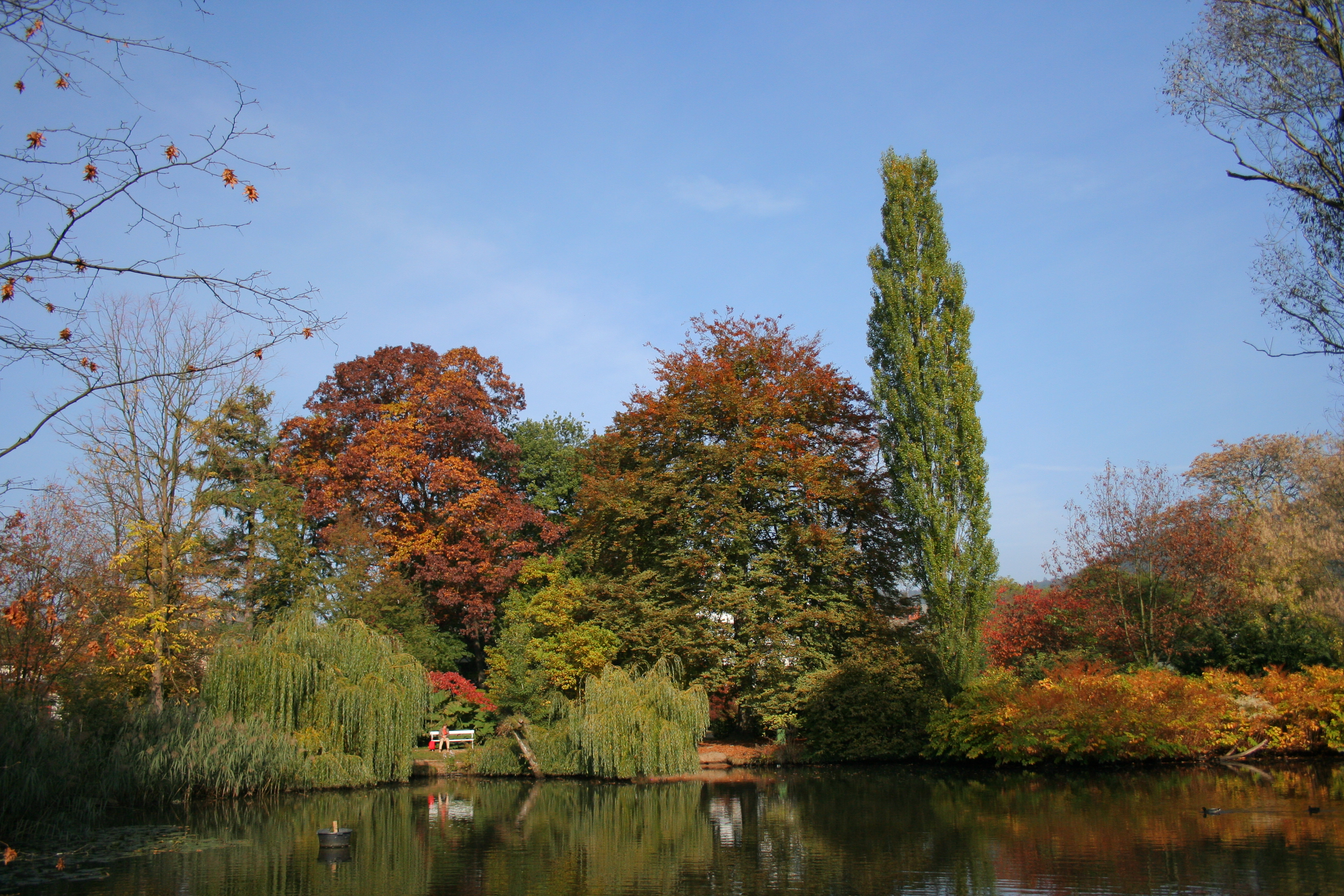
旧植物園

#### 旧植物園
聖エリーザベト教会の南数百 m のピルグリムシュタインに広さ 3.6 ha のマールブルク大学の旧植物園がある。1811年に創設され、現在に至るまで比類ない庭園文化財とされているのは「学問の庭園」と「イングリッシュガーデンの作庭技法」との見事な統合にその理由がある。現在もこの庭園の歴史を物語る痕跡が遺されている。それは作庭技法の歴史と、カール・フォン・リンネの「単なる」記述的な博物学からアレクサンダー・フォン・フンボルトの「植物地理学」やチャールズ・ダーウィンやエルンスト・ヘッケルの革命的な進化論を経て実験生物学に至る自然科学史との両方に関わるものである。聖エリーザベト教会に隣接する土地に新しい大学中央図書館が建造され、大学の多くの研究所が近くの旧大学病院の建物に移転したことで、この旧植物園は、人文化学系の「キャンパス・フィルマナイ」の中心となった。

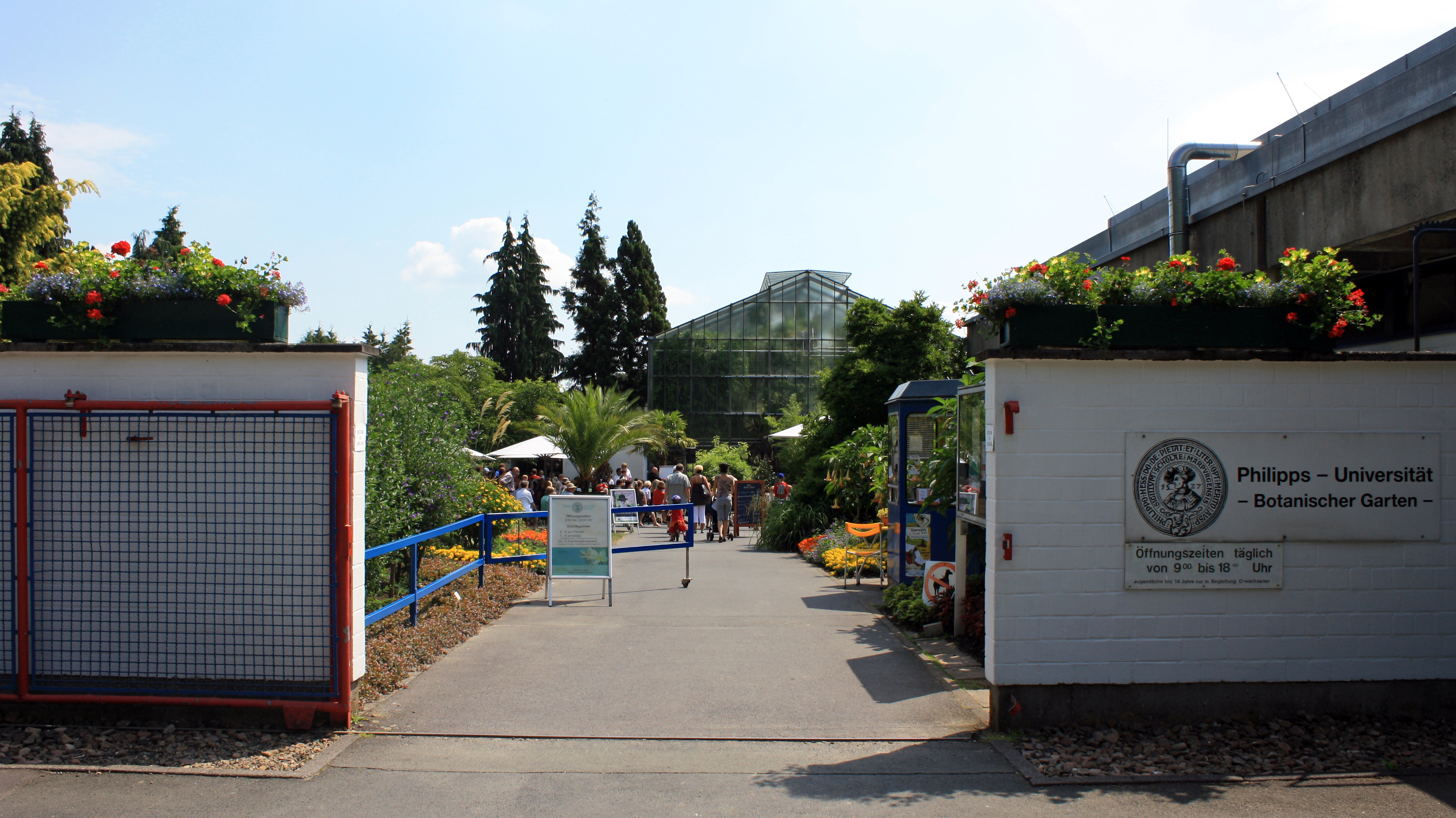
マールブルク植物園

#### 植物園
マールブルク植物園はラーンベルクにある。1960年代の終わり頃、フィリップ大学マールブルク校の自然科学部門がここに移転した。市街中心部には、新しく大きな建物を建てる余地がなくなったためである。生物学科の植物学・動物学研究所の近くに同校ランドスケープ学科教授で造園家のギュンター・グルツィメクが設計した新しい植物園が造られ、1977年に開園した。 20 ha の広さは、ドイツの植物園としては広いものの 1 つである。樹木の多大なコレクション（研究樹木園）の他、この植物園は系統的に区分されている。薬用・有用植物の区画、シダの谷、春の森、高山植物のロックガーデン、ハイデの庭といった具合である。温室は 1,700 m2 の広さで、数多くの熱帯や亜熱帯の植物があり、その中にはオオオニバスもある。この植物園は長年にわたり資金不足と闘っており、何度も閉鎖の危機に直面した。ランのコレクションはコストを理由に既に閉鎖されており、シャクナゲのコレクションも同じ運命をたどる危機にある。

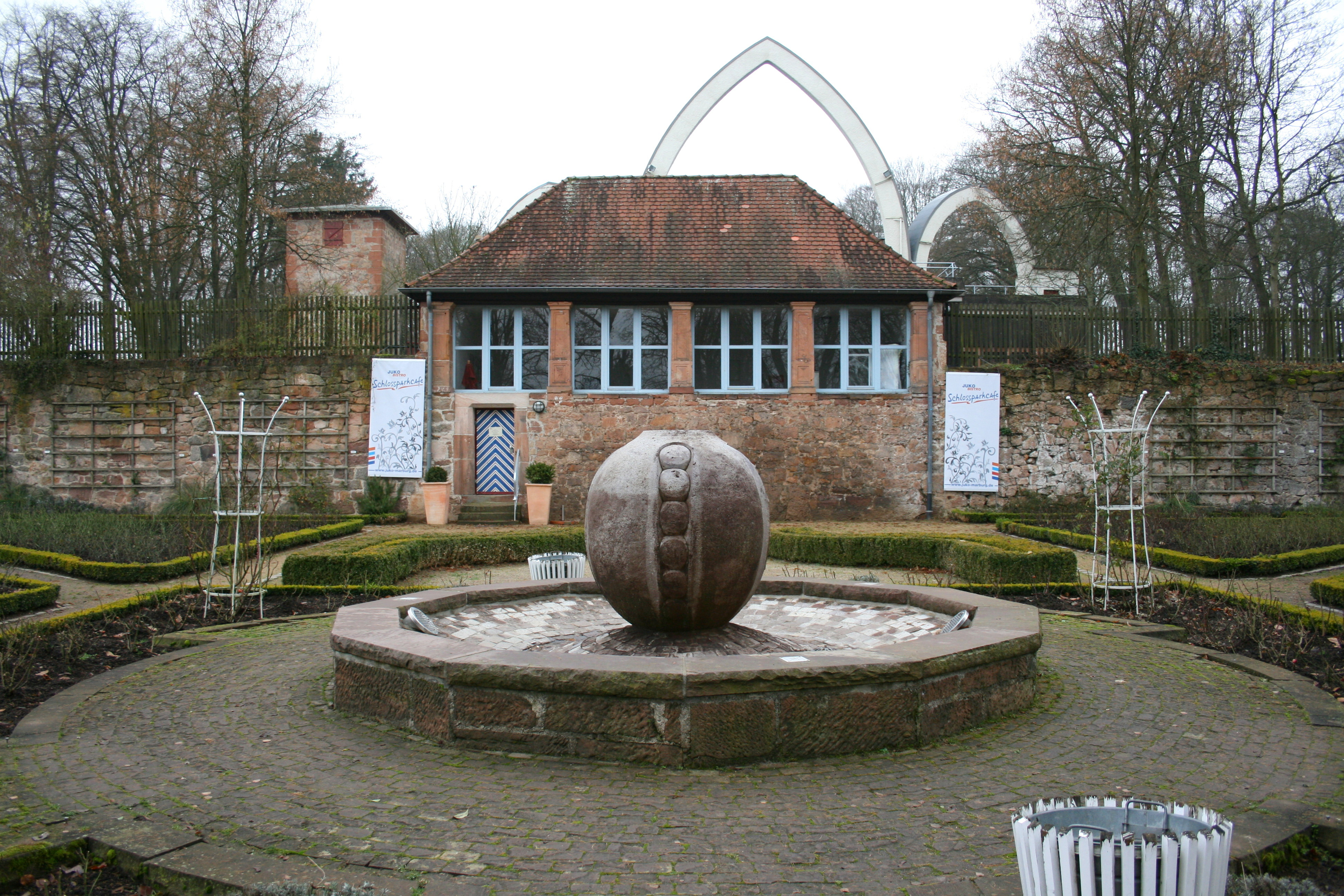
城館公園

#### 城館公園
17世紀に方伯の城が放棄されて以後、城の南側に位置する、それまでおそらく軍事訓練場として使われていたスペースに庭園が設けられた。マールブルク市は 20世紀の初めにこの庭園を公園に造り替えることに着手した。しかし、第二次世界大戦の際、ここは実用園（畑や果樹園）として利用された。戦争の終わり頃、この土地の改造が新たに始まり、バラ園が造られた。現在の城館公園への改造は1981年に始まった。最後の大規模な改造工事は、2009年から2010年に行われた。現在、ここは、方伯の城の南側に位置する保養・余暇公園となっている。以前から存続しているバラ園では現在、65 種類 7,000 本のバラが見られる。さらにこの公園では、3ターゲ・マールブルクのようなイベントも開催される。城館公園の中には野外ビューネがあり、様々な文化イベントに利用されている。

### 自然と余暇
マールブルクの中核地区は、東側は緑豊かなラーンベルクを境界とする。西側の山には城や旧市街が築かれ、人が住んでいる。その背後はシュタットヴァルトやヴェールダの森が連なる。北と南はラーン川の谷の平地で、主に農業に利用されている。市内をラーン川が流れているが、市域内を船舶で航行することはできない。市内中心部をラーン川の分流が流れている。この分流はヴェールダの堰で分岐し、ウーファー通りの中央で再び本流に合流する。
ジュートフィールテル地域でラーン川は再び分岐して小さな島（アウフ・デア・ヴァイデ）を形成する。近年ラーン川沿いの緑地の一部を自然の草地に戻す大規模な再自然化措置が実施されている。数多くの小川がラーン川に流れ込んでいる。よく知られているのはケッツァーバッハ川とゲフェレバッハ川である。よく整備された遊歩道網が巡らされている。市の北側と南側のラーン川沿いに人工の池があり、主に水泳用に開放されている。
ラーン川沿いの自転車道に沿って長さ 6 km のマールブルク惑星学習路がある。この学習路は1995年に世界初の惑星学習路としてオープンし、視覚障害者も利用できるようになっている。

### 名産品
- マールブルガー・ナハトヴェッヒャー、1799年から製造されている植物香辛料入りのリキュール[69]。製造元は隣町のヴァイマルにある[70]。
- エリーザベトブロイ、小さなブルワリーのビール。
- エリーザベトカフェ（マールブルガー・ヴェルトラーデン）
- 点字付きの陶製カップ（オーバーシュタットのシュナイダー製陶）

### 栄誉
マールブルク市および市内の研究機関とその活動は、これまでに様々な賞や称号、栄誉を得てきた。これには "Hauptstadt des Fairen Handels" や Grimm-Dich-Pfad のヘッセン観光賞の受賞が含まれる。

## 経済と社会資本

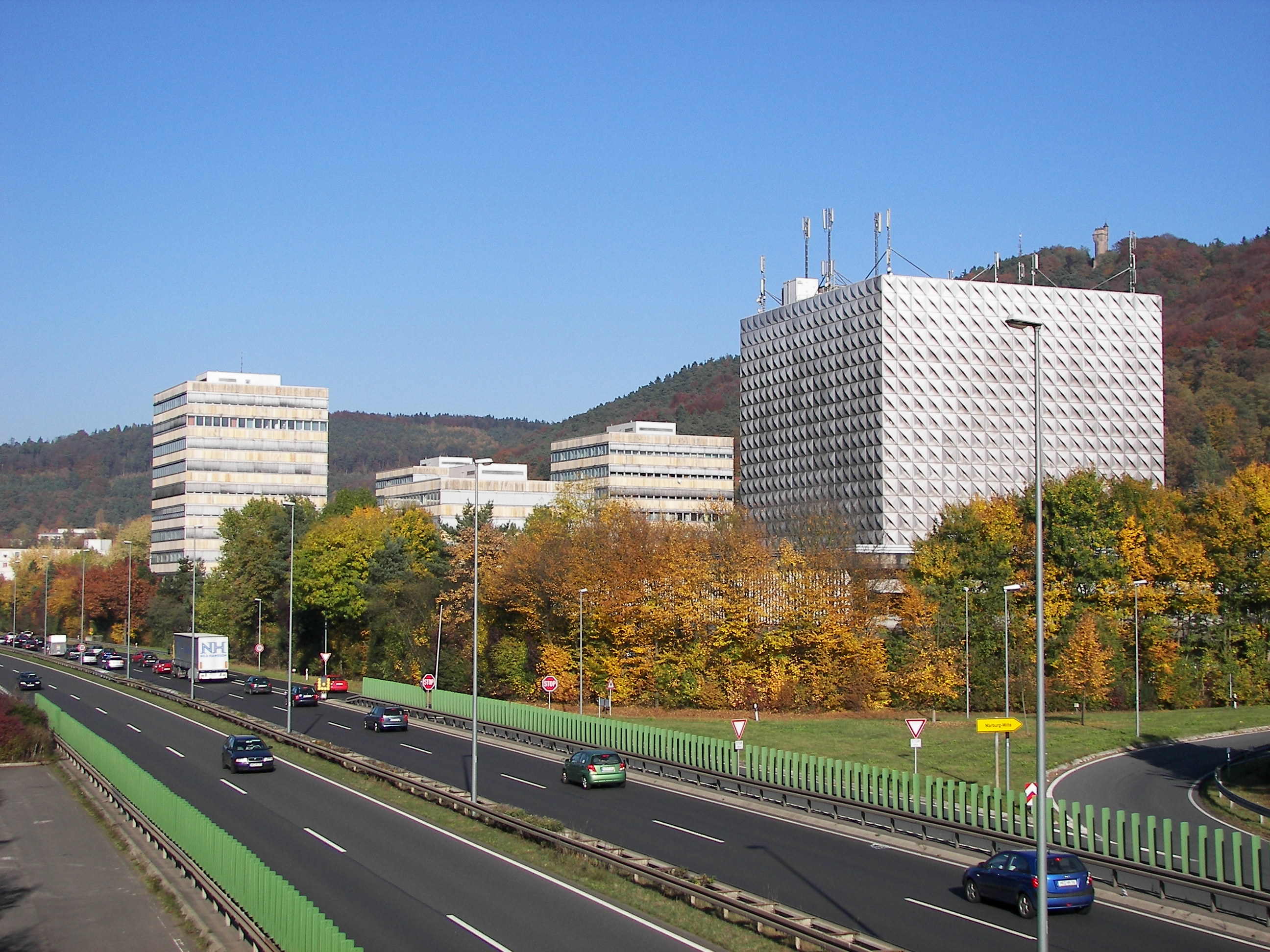
マールブルク大学と連邦道B3a

### マールブルク大学
この街最大の雇用主は、1527年にヘッセン方伯フィリップ寛大侯が創設した最初のプロテスタント大学であるフィリップ大学マールブルクである。人口に占めるこの大学の学生や職員の比率は高い値を示す（学生 21,833 人、職員 3,948 人、ただし大学病院を除く）。この事から、「Andere Städte haben eine Universität – Marburg ist eine（他の街は大学を有しているのだが、マールブルクは（それ自体が）大学なのである）」と言われる。この言葉は、大学の歴史と街の歴史がいかに密接に関係しているのかを示している。

### 経済
この街の三大雇用主は、フィリップ大学マールブルク、民営でレーン・クリニクムに属すギーセンおよびマールブルク大学病院、部分的に国際的なコンツェルンの CSLベーリング、ジーメンス・ヘルスケア・ディアグノティスやノヴァルティス・ベーリングに属すベーリングヴェルク（医薬品・医療工学）である。さらにドイツ盲学校 (Blista) がその後に続く。
1998年現在、マールブルクの保険加入の義務がある被雇用者の 81.7 % がサービス業に、18.1 % が製造業に従事していた。中でも占める割合の高い職種は、健康・医療分野（大学病院）や研究分野（大学、Blista）である。この 2 つの分野で 1万人を超える人々が働いていた。
この規模の街としては相当に多い 300 店を超えるレストラン、食堂、カフェ、居酒屋などの飲食店にとって学生は重要な顧客ターゲットである。

### 交通

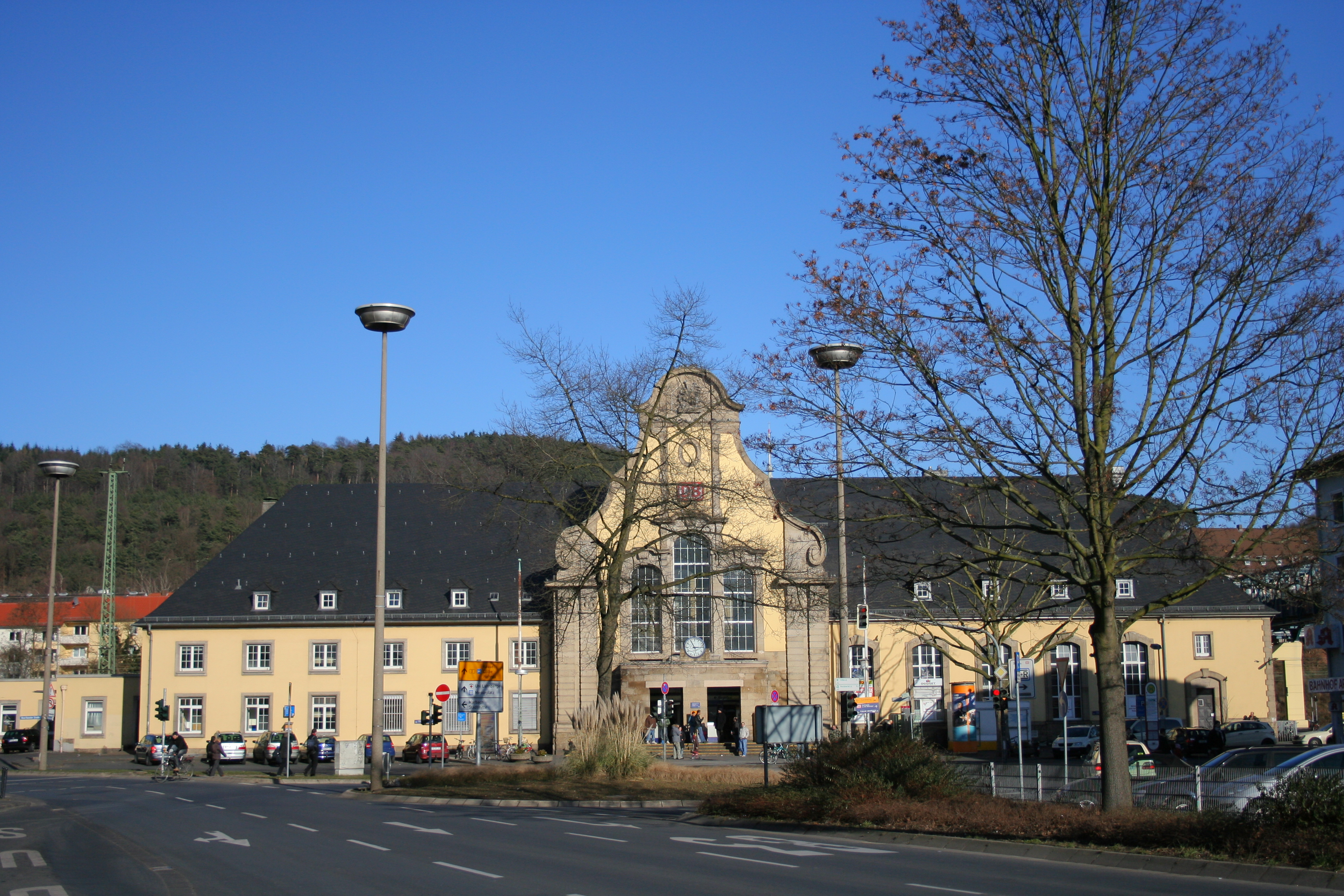
マールブルク中央駅

#### 鉄道
マールブルク駅は、インターシティ 26号線 シュトラールズント - ハンブルク - ハノーファー - フランクフルト - カールスルーエ（- コンスタンツ）線の停車駅であり、マイン＝ヴェーザー鉄道の近郊列車によりカッセル - フランクフルト・アム・マインと結ばれている。さらにマールブルクはクールヘッセン鉄道の支線の起点ともなっている。フランケンベルクへ向かう路線（ブルクヴァルト鉄道）とビーデンコプフやバート・ラースフェを経由してエルンテブリュックに向かう路線（オベーレ・ラーンタール鉄道）である。2007年、トライザとフランクフルトとの間を運行するミッテルヘッセン・エクスプレスによって、マールブルクはライン＝マイン地域とより密接な間隔で結ばれた。交通施設、駅舎、都市計画上の中央駅周辺地区は、2010年以降完全に改造された。
ミッテルヘッセン・エクスプレスに関連して、大学図書館の高台に近郊列車の停車駅マールブルク＝ミッテ駅を新設することが長い間計画されている。
かつて、南駅でエプスドルファーグルント行きのマールブルガー・クライスバーンが鉄道網に接続していた。この路線の廃止・撤去後、この駅は単なるマールブルク南停車場となった。
1903年から1911年までマールブルクでは馬車が運行されていた。1911年からは電動式の路面電車が運行した。これは1951年にトロリーバスに置き換えられ、1968年まで営業していた。

#### 連邦道
自動車の場合、マールブルクへは連邦道 B3、B62、B252、B255号線を経由して到達できる。
B3号線は、鉄道路線とほぼ並行してマールブルク市内を通り抜ける（都市高速道路 B3a号線）。これにより市内の通過車両数は軽減した反面、付近住民は騒音に対する苦情を訴えている。
B3号線のケルベ近郊のB62号線との交差点からギーセン北ジャンクションとの間は、ニーダーヴァイマルとロートとの間を除いて、2011年5月11日に運用を開始した。この路線は終始4車線で、ギーセン環状道路（アウトバーン A485号線）やマイン＝ライン地区を結んでいる。欠落箇所の補填工事は2007年春に開始された。ヴォルフスハウゼン付近で郡道 K42号線の下を通すための橋や、ニーダーヴァイマルの採石場脇で B255号線の上を通すための橋の架橋工事はこの年に始まり、2008年に完成した。アルゲンシュタイン近郊の新しいラーン川の橋は2010年に完成した。

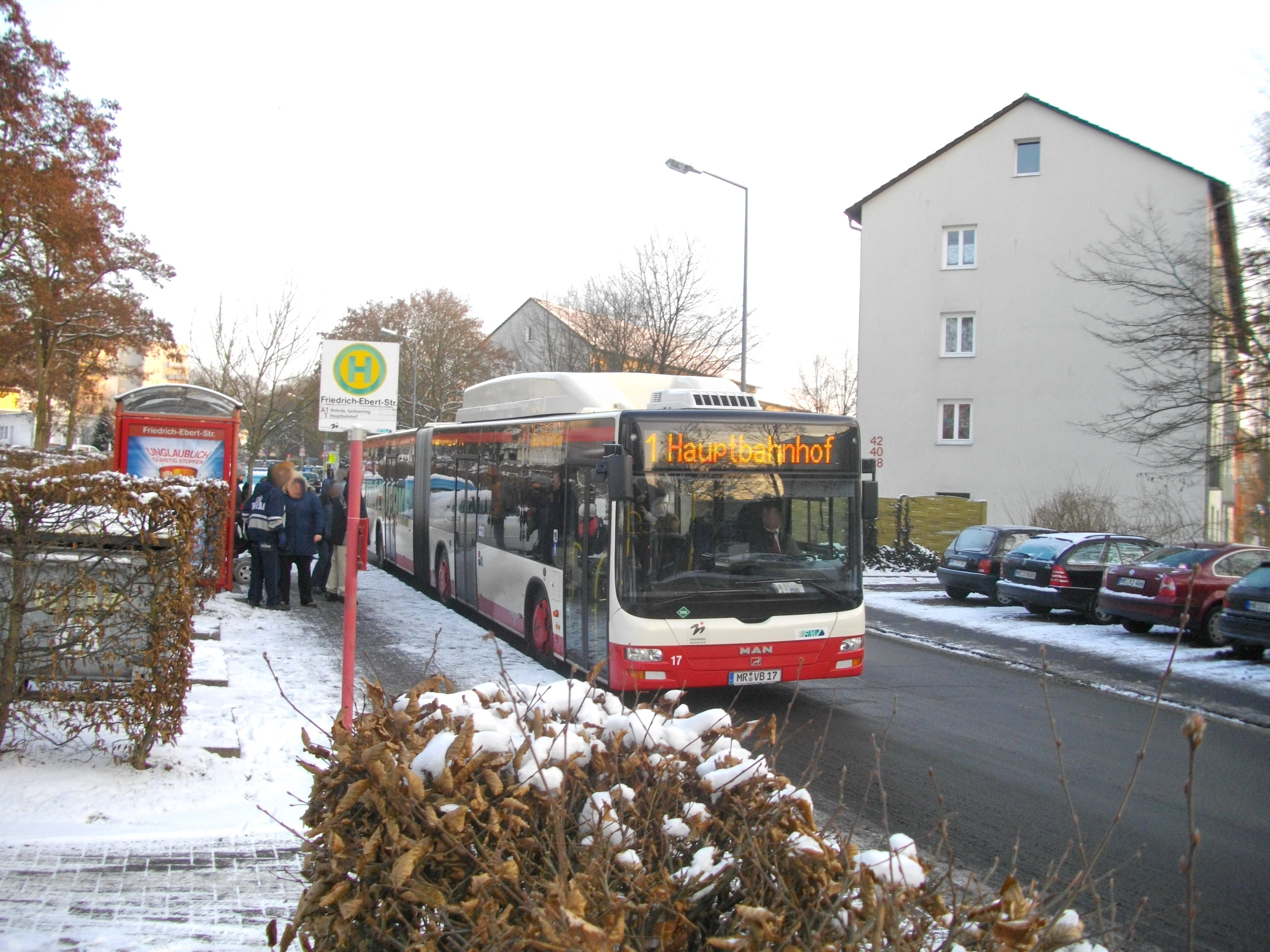
マールブルク市内フリードリヒ＝エーバート通りバス停

#### バス交通
マールブルクの公共近郊交通としては、市の施設局が運営する19の市バス路線が利用できる。中核市区内や近くの市区との間は、昼間は密な間隔で運行されている。いくつかの路線は夜になるまで運行しているが、中核市区とその周辺市区との間のみの運行である。さらにヴァンや小型バスによるデマンドバスや、週末には4時まで中核市区を運行する夜行バス路線（N8エクスプレス）が利用可能である。20世紀の初めに市電が設けられたが、1951年にトローリーバスの導入によって廃止された。このトローリーバスも1968年に廃止された。現在はディーゼルバスや天然ガスによるバスが運行している。オーバーシュタットやオルテンベルクの狭く傾斜した道を走行するため特に小型のバスが用いられている。マールブルクとその郡は1995年以降、ライン＝マイン交通連盟 (RMV) に加盟している。2006年12月の時刻表改定により、バス路線網は完全に再編成された。これにより中央駅から市内中心部を通って南駅に行く路線は3系統合わせて5分間隔で運行している。他のバス路線は市の主軸を結ぶことを目的とし、中央の市内中心部を迂回する。この措置により、マールブルク中心部の交通量はかなり軽減した。

#### ロープウェイ
谷に位置する市街地と、城山、あるいはラーンベルクの大学周辺の新興住宅地との間をロープウェイで結ぶという議論は1960年代から既に始まっていた。2009年からは市内中心部とラーンベルク地区（病院、大学キャンパス、新植物園）とをロープウェイで結び、公共旅客交通の改善をしようという新たな議論がなされている。市長のフランツ・カーレ（同盟90/緑の党）は、この交通案を精査することを表明した。ロープウェイの製造業者ライトナーAGとドッペルマイヤー社は、2010年秋にロープウェイ設置の基本的な実効性について情報を提供した。マールブルクの市議会では、CDUとSPDがさらなる調査に反対し、同盟90/緑の党、FDPと左翼党の一部が調査を継続しようと主張している。市議会は、ロープウェイの評価を含めた市内中心部/ラーンベルク間の交通鑑定書を2011年6月に決議した。

#### エレベーター
マールブルクは、バート・シャンダウ、エンゲン、ヘルゴラントと並んで、エレベーターが公共旅客交通の構成要素となっている街の1つである。特筆すべきは、ルドルフ広場とライトガッセとを結ぶオーバーシュタットエレベーター、ピルグリムシュタインの裏手とヴェッターガッセとを結ぶパルクハウゼス・エレベーター、中央駅とオルテンベルク広場とを結ぶオルテンベルクシュテークである。

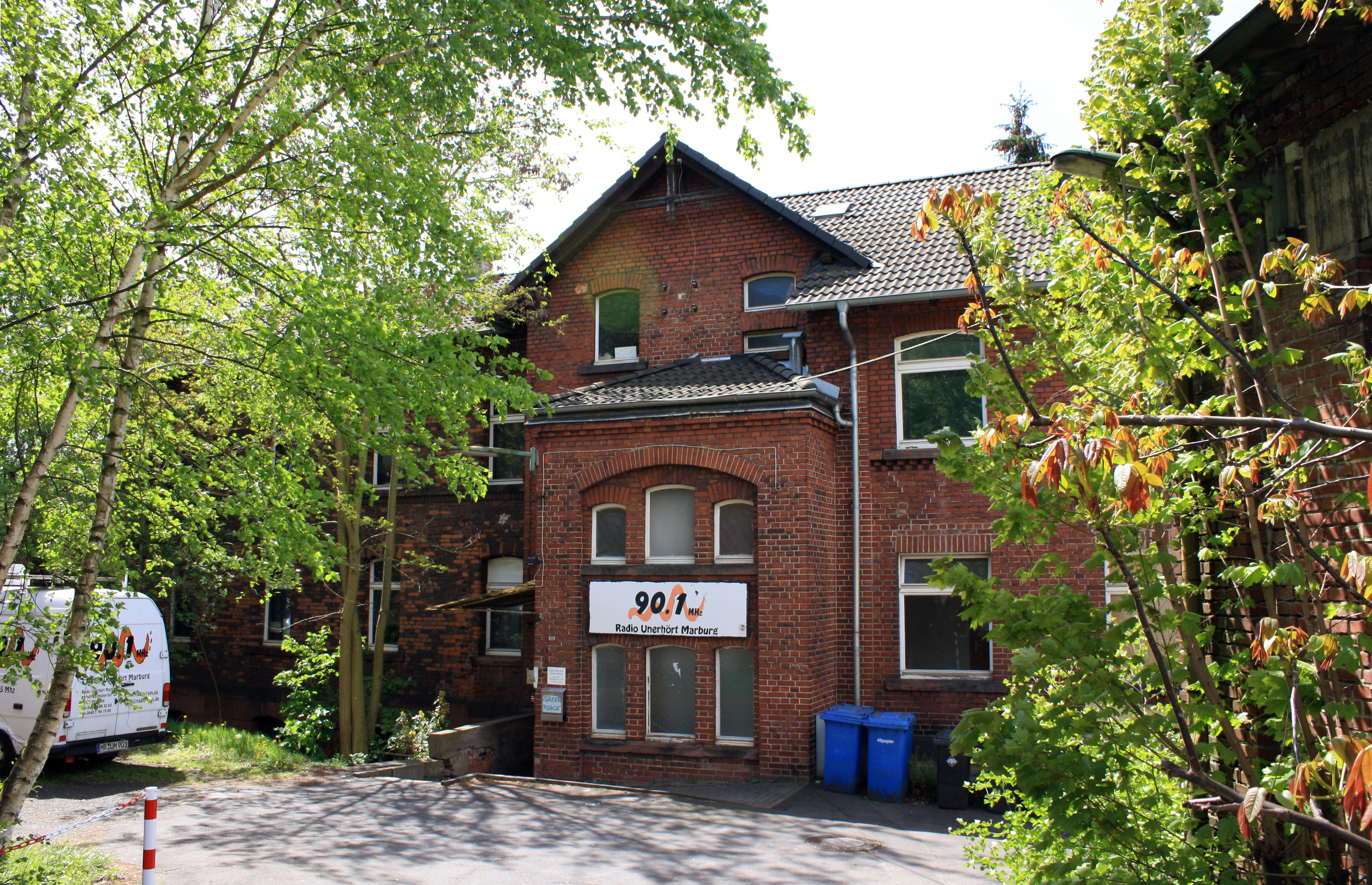
コミュニティ放送局ラジオ・ウンエアヘールト・マールブルク

### メディア
現在唯一の地方日刊紙が、発行部数 30,000部を超える「オーバーヘッシシェ・プレス」である。この他に2010年9月30日までは「マールブルガー・ノイエ・ツァイトゥング」があった。この新聞は、ラーン＝ディル新聞グループの地方版で、マールブルクに編集部があり、発行部数は約 2,500部であった。無料の「マールブルガー・エクスプレス」は、イベントカレンダーを掲載した都市マガジンで毎週出版される。オーバーヘッシシェ・プレスの出版社は、水曜日に「マールブルク・エクストラ」、土曜日に「マイン・ザムターク」（2011年6月までは「win – Die Wocheninfo」というタイトルであった）と、無料週刊紙を 2紙刊行している。ギーセンの出版社からは、水曜日に「ミッテルヘッシッシェ・アンツァイゲン＝ツァイトゥング」、「マールブルガー・フライタークスツァイトゥンク」（金曜日）、「ゾンターク＝モルゲンマガツィーン」（日曜日）といったフリーペーパーが発刊されている。「マールブルガー」というタイトルは、地方ニュースブログと無料の都市マガジンの両方で使われている。
さらにコミュニティ放送として、ラジオ・ウンエアヘールト・マールブルク (RUM)や、プロテスタントカトリックの教会組織が月間プログラムを構成しているキルヒェ・イン・マールブルク (KIM) がある。

### 教育
フィリップ大学マールブルクの他に、マールブルクにはマールブルク盲学校、マックス＝プランク陸生微生物研究所、旧ベーリングスヴェルクに由来する様々な製薬企業の研究部門がある。
アルヒーフシューレ・マールブルクは、専門単科大学の形をとったアーキビスト養成のための州立教育機関である。ミッテルヘッセン工科大学はフィリップ大学と広く共同研究を行っている。医学部門では、大学病院、マールブルク熱、臨床医組合、マールブルガー・ブントで知られている。マールブルグ熱の原因となるマールブルグウイルスは、この町の名前から取られている。これは1967年にマールブルクにおいて、ポリオワクチン製造のために輸入されたアフリカミドリザルを介してマールブルグウイルスの大量感染が発生し、ウイルスの存在が世界で初めて確認されたことに由来する。
マールブルクには様々な種類の学校がある。エリーザベトシューレ、マルティン・ルター・シューレ、ギムナジウム・フィリッピヌムの3校のギムナジウムや職業ギムナジウムのアドルフ・ライヒヴァイン・シューレがこれに含まれる。さらに、数校の基礎課程学校、本課程・実科学校と職業学校を統合したリヒツベルクの統合型総合学校がある。オットー・ウベローデ・シューレはヘッセン州唯一の 6年制基礎課程学校（通常は4年）である。
マールブルクには、州や市の干渉を受けない特殊な教育プロファイルを持つ学校が、ドイツ盲学校を除いて 7校ある。こうした自由な教育風土がマールブルクの特徴である。養護学校の他に、自由ヴァルドルフ学園、モンテッソーリ・シューレ、幼稚園を包含した 6年制基礎課程学校であるマールブルク自由学園、寄宿舎制ギムナジウムのラントシュールハイム・シュタインミューレがある。
これらに加えて、最も重要な東中欧史研究センターの 1つであるヘルダー研究所がマールブルクに本部を置いている。州の機関としては、ヘッセン州立文書館マールブルクやヘッセン州地域史局がある。

## 人物

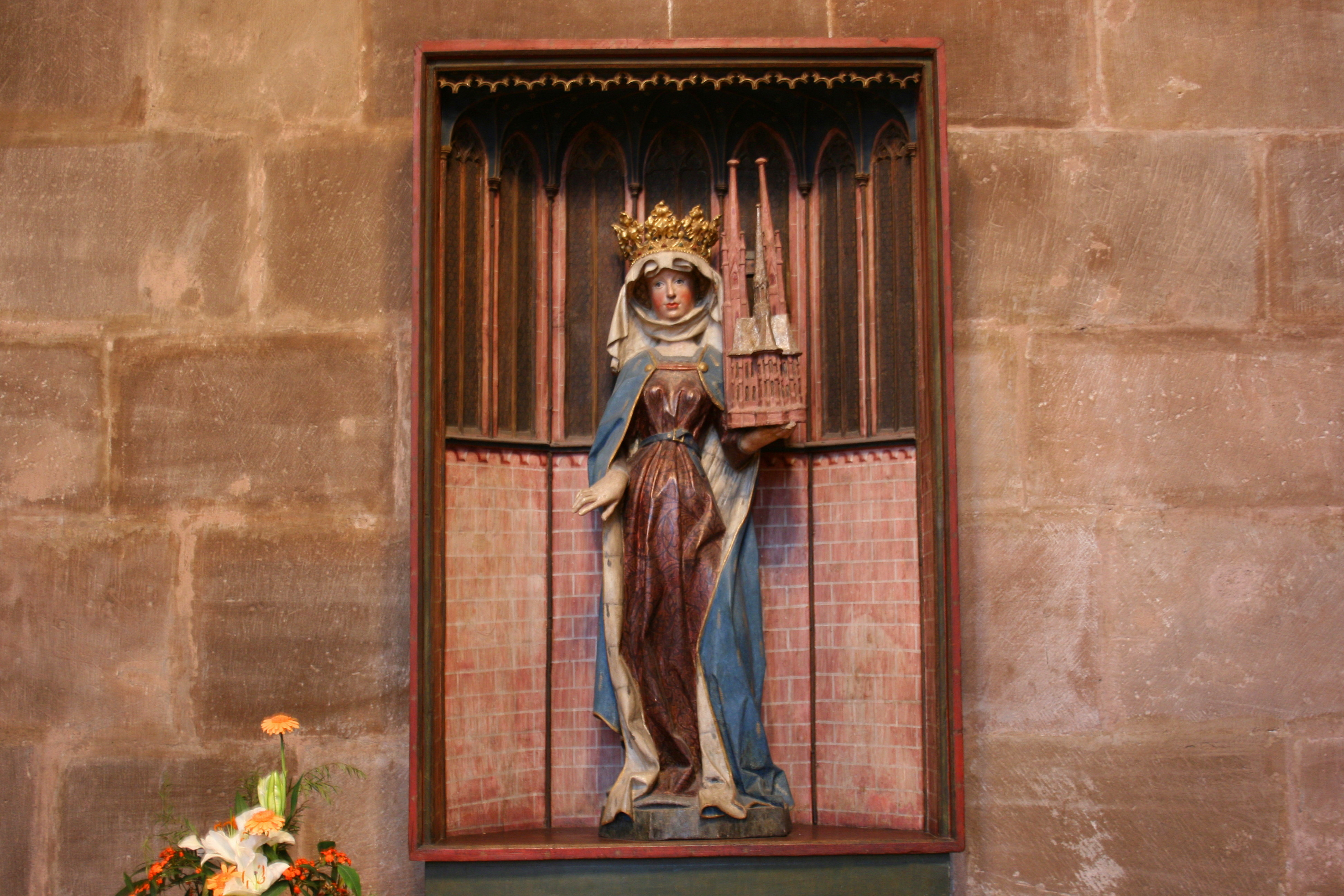
聖エリーザベト教会内のエリーザベト像

この街の最も重要な人物で守護聖人となっているのが聖エリーザベトである。彼女の列聖がこの街の重要性の由来となった。この他の人物としては、大学を設立したヘッセン方伯フィリップが重要である。これ以後、マールブルクは長い間単なる小都市であり、20世紀初めの人口は2万人に過ぎなかったが、多くの偉大な人物が大学の教師を務めた。その中にはドニ・パパン、アルフレート・ヴェーゲナー、エルヴィン・ピスカートル、ヴォルフガング・アーベントロートらが名を連ねる。また、多くの才能がここで学んだ。たとえば、グリム兄弟、フリードリヒ・カール・フォン・サヴィニー、グスタフ・ハイネマン、オットー・ハーン、ウルリケ・マインホフらである。この他に、現在もマールブルクで暮らし、長年にわたって活動している人物がいる。これには、マルティン・シュナイダーやマルゴート・ケースマンらが含まれる。

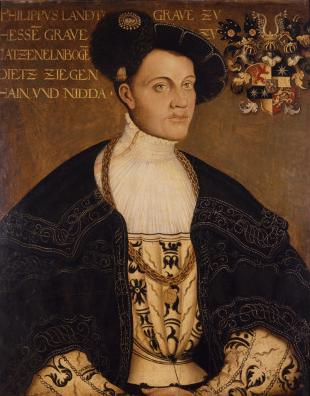
ヘッセン方伯フィリップ1世

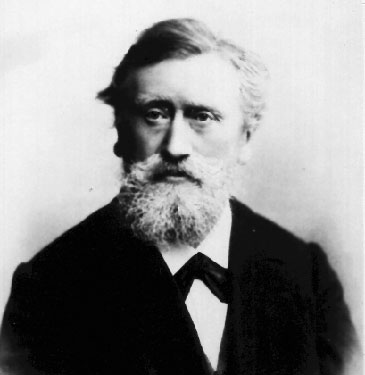
カール・グスタフ・アドルフ・クニース

### 出身者
- フィリップ1世（1504年 - 1567年）ヘッセン方伯。寛大侯と呼ばれる。ヘッセンの宗教改革を遂行し、大学を創設した。
- アグネス・フォン・ヘッセン（1527年 - 1555年）ザクセン選帝侯妃
- アダム・ロニッツァー（1528年 - 1686年）自然学者、医師、植物学者
- フィリップ2世（1541年 - 1583年）ヘッセン＝ラインフェルス方伯
- アンナ・ゾフィア・フォン・ヘッセン＝ダルムシュタット（1638年 - 1683年）賛美歌作詞者、女子修道院長
- マクシミリアン・フォン・ヘッセン・カッセル（1689年 - 1753年）ヘッセン＝カッセル方伯侯子、皇帝軍元帥
- カール・アントン・アウグスト・フォン・シュレースヴィヒ＝ホルシュタイン＝ゾンダーブルク＝ベック（1727年 - 1759年）シュレースヴィヒ＝ホルシュタイン＝ゾンダーブルク＝ベック家嗣子
- ヨハン・マテウス・ハッセンカンプ（1748年 - 1797年）プロテスタント神学者、オリエント学者、数学者
- フリードリヒ・クロイツァー（1771年 - 1858年）文献学者
- アントン・バウアー（1772年 - 1843年）法学者
- ゲオルク・ヴィルヘルム・フランツ・ヴァンデロート（1774年 - 1861年）薬剤師、植物学者
- ヘルマン・フプフェルト（1796年 - 1866年）オリエント学者、神学者
- カール・グスタフ・アドルフ・クニース（1821年 - 1898年）経済学者
- ヴィルヘルム・エンデマン（1825年 - 1899年）法学者、国会議員
- カール・ユスティ（1832年 - 1912年）哲学者、芸術史家
- フェルディナント・ユスティ（1837年 - 1907年）オリエント学者
- カール・ヒューター（1838年 - 1882年）外科医、作家、国会議員
- ルートヴィヒ・フォン・ジーベル（1846年 - 1929年）考古学者、芸術史家
- アドルフ・フォン・ヒルデブラント（1847年 - 1921年）彫刻家
- カール・ロベルト（1850年 - 1922年）古典主義文献学者、考古学者
- アドルフ・ガストン・オイゲン・フィック（1852年 - 1937年）眼科医、コンタクトレンズの発明者
- フリードリヒ・フォン・ティールシュ（1852年 - 1921年）建築家、画家
- カール・フォアレンダー（1860年 - 1928年）ギムナジウム教師
- ハインツ・フォン・リヒベルク（1890年 - 1951年）作家、ジャーナリスト
- カール・シュヌレ（1898年 - 1981年）外交官
- ハンス＝ゲオルク・ガダマー（1900年 - 2002年）哲学者
- エルンスト・ギュンター・シェンク（1904年 - 1998年）医師、親衛隊大佐
- オットー・ヨーン（1909年 - 1997年）連邦憲法擁護庁長官
- ディーター・ハインリヒ（1927年 - ）哲学者
- ハンス・モムゼン（1930年 - ）歴史学者
- ヴォルフガング・ユスティン・モムゼン（1930年 - 2004年）歴史学者
- アレクサンダー・デマント（1931年 - ）古代史学者、文化論学者
- ラインハルト・ハウフ（1939年 - ）演出家、脚本作家
- ゲオルク・トリップ（1941年 - ）サッカー選手
- ハルトムート・ナッサウアー（1942年 - ）政治家
- Klaus Zaczyk（1945年 - ）サッカー選手
- ドリアン・ゴールドフェルド（1947年 - ）数学者
- ゲオルク・フォン・ラウヒ（1947年 - 1971年）アナーキスト
- ルートヴィヒ・シック（1949年 - ）バンベルク大司教
- ヴァウ・ホラント（1951年 - 2001年）カオス・コンピューター・クラブ創始者
- マルゴート・ケースマン（1958年 - ）プロテスタント＝ルター派神学者
- ローラント・ズーゾ・リヒター（1961年 - ）映画監督、プロデューサー
- ヴォルフガング・ドレヒスラー（1963年 - ）社会学者
- ヘニング・ハルニシュ（1968年 - ）バスケットボール選手
- ガブリエーレ・ベッカー（1975年 - ）陸上競技選手
- アレクサンダー・ブレヒト（1986年 - ）俳優
- リンダ・マーレン・ルンゲ（1986年 - ）女優、ミュージシャン
- レーナ・ゲルケ（1988年 - ）モデル
- ヘンニング・リュプザム（不明）振り付け師、ダンサー

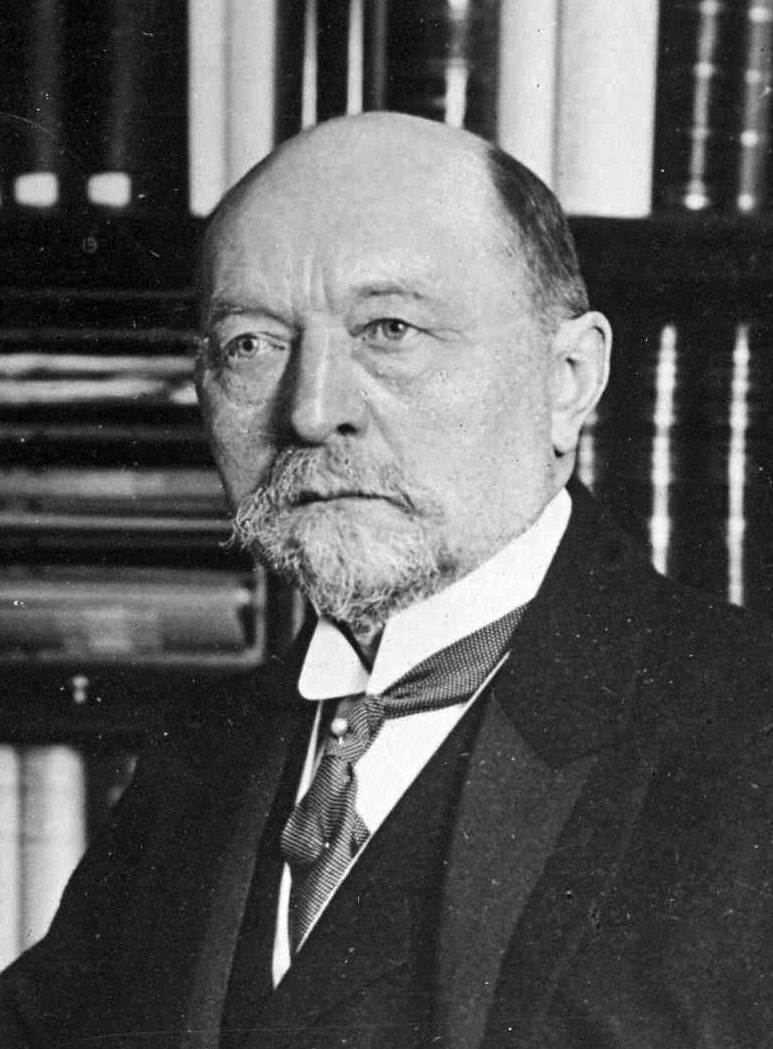
エミール・アドルフ・フォン・ベーリング

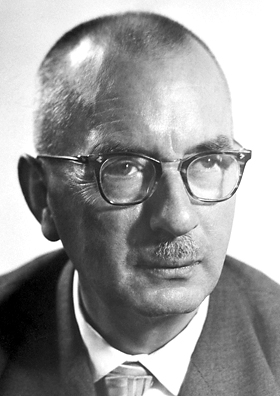
カール・ツィーグラー

### ゆかりの人物
- コンラート・フォン・マールブルク（1180/90年 - 1233年）司祭、十字軍説教師、エリーザベト・フォン・テューリンゲンの聴罪司祭。彼女とともにマールブルクに病院を設立した。
- エリーザベト・フォン・テューリンゲン（1207年 - 1231年）聖女、病院看護師、慈善活動家
- ハインリヒ1世（1244年 - 1308年）ヘッセン方伯
- ゾフィー・フォン・ブラバント（1224年 - 1275年）エリーザベト・フォン・テューリンゲンの娘。1228年からマールブルクに住んだ。
- ハインリヒ3世（1440/41年 - 1483年）1458年からマールブルクを首都とするオーバーヘッセン方伯。
- ヨハネス・フェラリウス（1486年 - 1558年）法律家、神学者、哲学者。1523年からマールブルクに住んだ。
- ルートヴィヒ4世（1537年 - 1604年）ヘッセン＝マールブルク方伯
- ヨハン・バルタザール・シュップ（1610年 - 1661年）神学者、司祭、著述家。1625年から1649年までマールブルクに住んだ。
- ヨハン・ハインリヒ・ユング＝シュティリング（1740年 - 1817年）1787年から1803年まで経済学教授を務めた。
- エミール・アドルフ・フォン・ベーリング（1854年 - 1917年）医師、細菌学者。血清療法および破傷風ワクチンの発見者。ノーベル賞受賞者。1895年から1917年までマールブルクに住んだ。マールブルク名誉市民。
- カール・バンツァー（1857年 - 1941年）画家、大学教師、芸術著述家。1863年から1875年まで、および1924年以降マールブルクに住んだ。
- グスタフ・イェンナー（1865年 - 1920年）作曲家、指揮者。1895年からマールブルクに住んだ。
- アルノルト・クルム＝ヘラー（1876年 - 1949年）冒険家、医師、神秘主義者、バラ十字団会員。1939年からマールブルクに住んだ。
- ヨハン・ヴィクトール・ブレト（1879年 - 1940年）国家法律学者、政治家。1910年からマールブルクに住んだ。
- アルフレート・ヴェーゲナー（1880年 - 1930年）気象学者、極地研究家、大陸移動説の発見者。
- ヴェルナー・ベルゲングリュン（1892年 - 1964年）バルト・ドイツ人作家。1908年から1910年までギムナジウム・フィリッピヌム・マールブルクで、1910年以降はフィリップ大学マールブルクで学んだ。
- エルヴィン・ピスカートル（1893年 - 1966年）劇場支配人、演出家、演技指導者。1899年から1913年までマールブルクに住んだ。
- カール・ツィーグラー（1898年 - 1973年）化学者。ノーベル賞受賞者。1910年から1925年までマールブルクに住んだ。
- ゲルハルト・ヤーン（1927年 - 1998年）SPDの政治家。連邦法務大臣を務めた。マールブルクに住んだ。マールブルク名誉市民。
- フリードリヒ・クリスティアン・デリウス（1943年 - ）作家。ヴェールダで育った。
- フリードリヒ・ボール（1945年 - ）政治家。連邦議会議員。マールブルクに住む。
- ローザ・ナビンガー（1958年 - ）ジャズシンガー。マールブルクに住む。